# Lijst van Maastrichtenaren
De lijst van Maastrichtenaren geeft een overzicht van personen geboren in Maastricht en personen die een speciale binding hebben met de stad met een artikel in de encyclopedie.

## Geboren in Maastricht

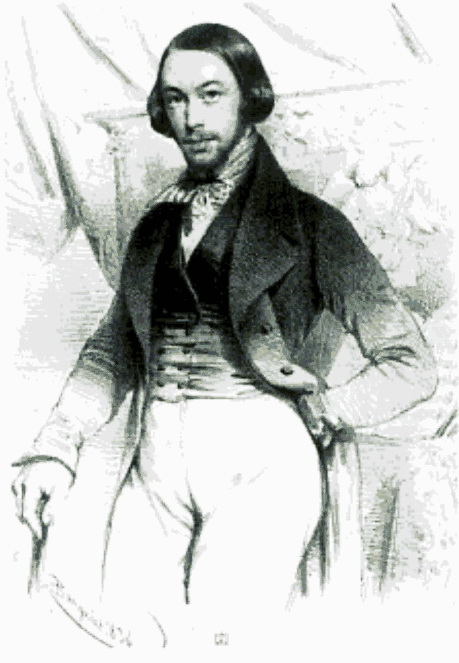
Alexander Batta

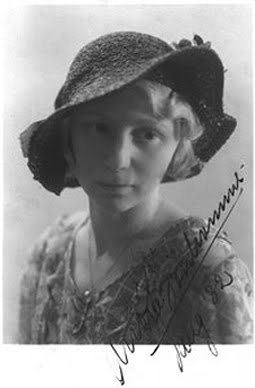
Andrée Bonhomme

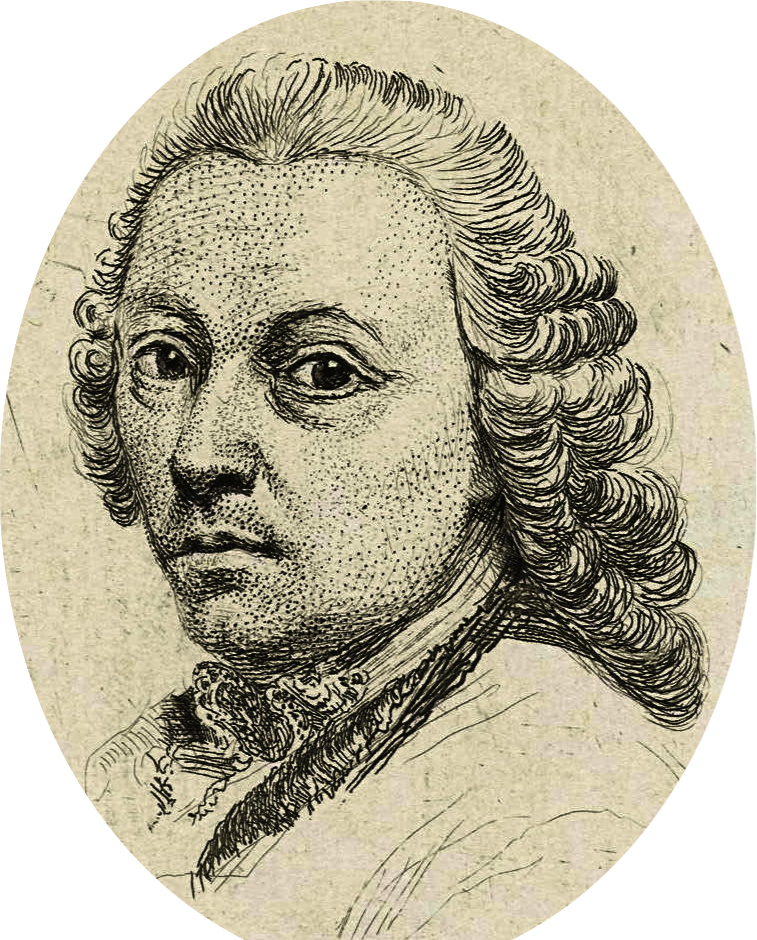
Jean-Baptiste Coclers

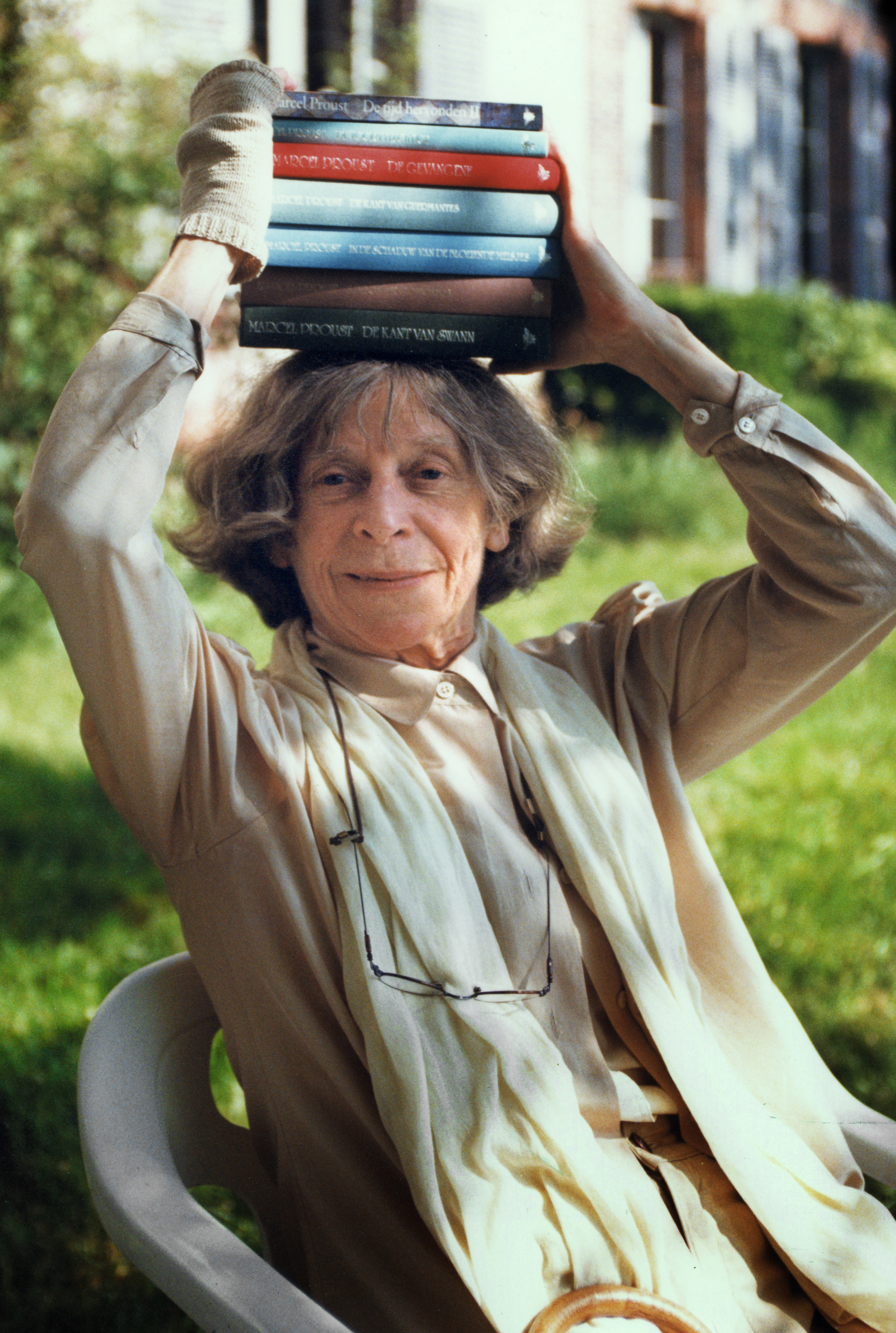
Thérèse Cornips

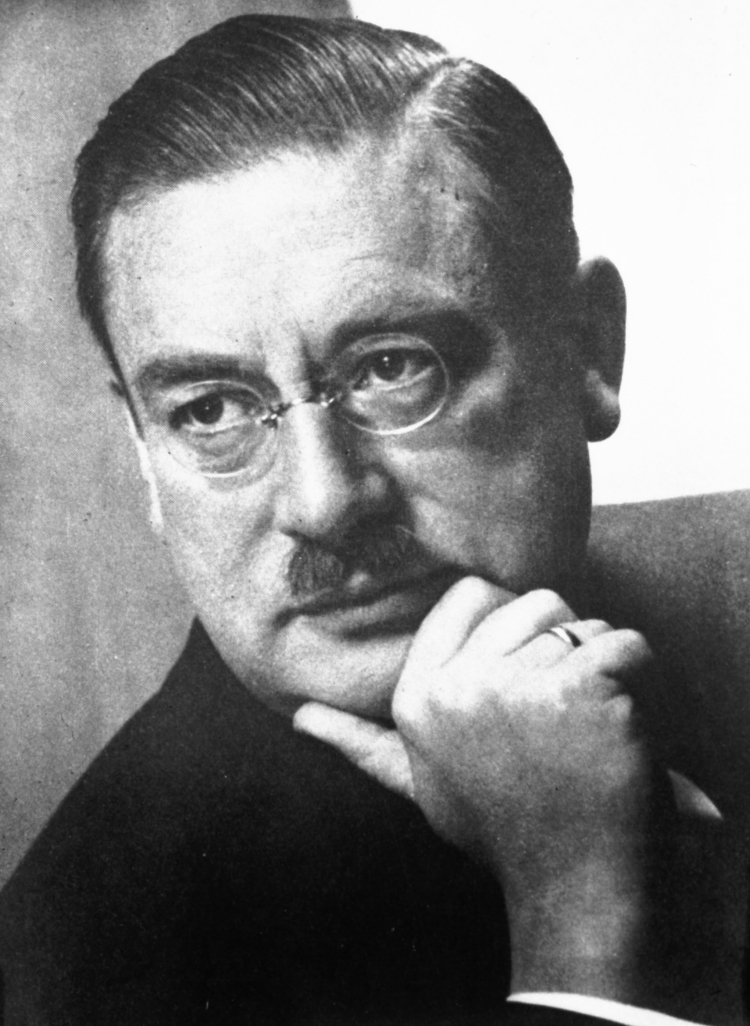
Peter Debye

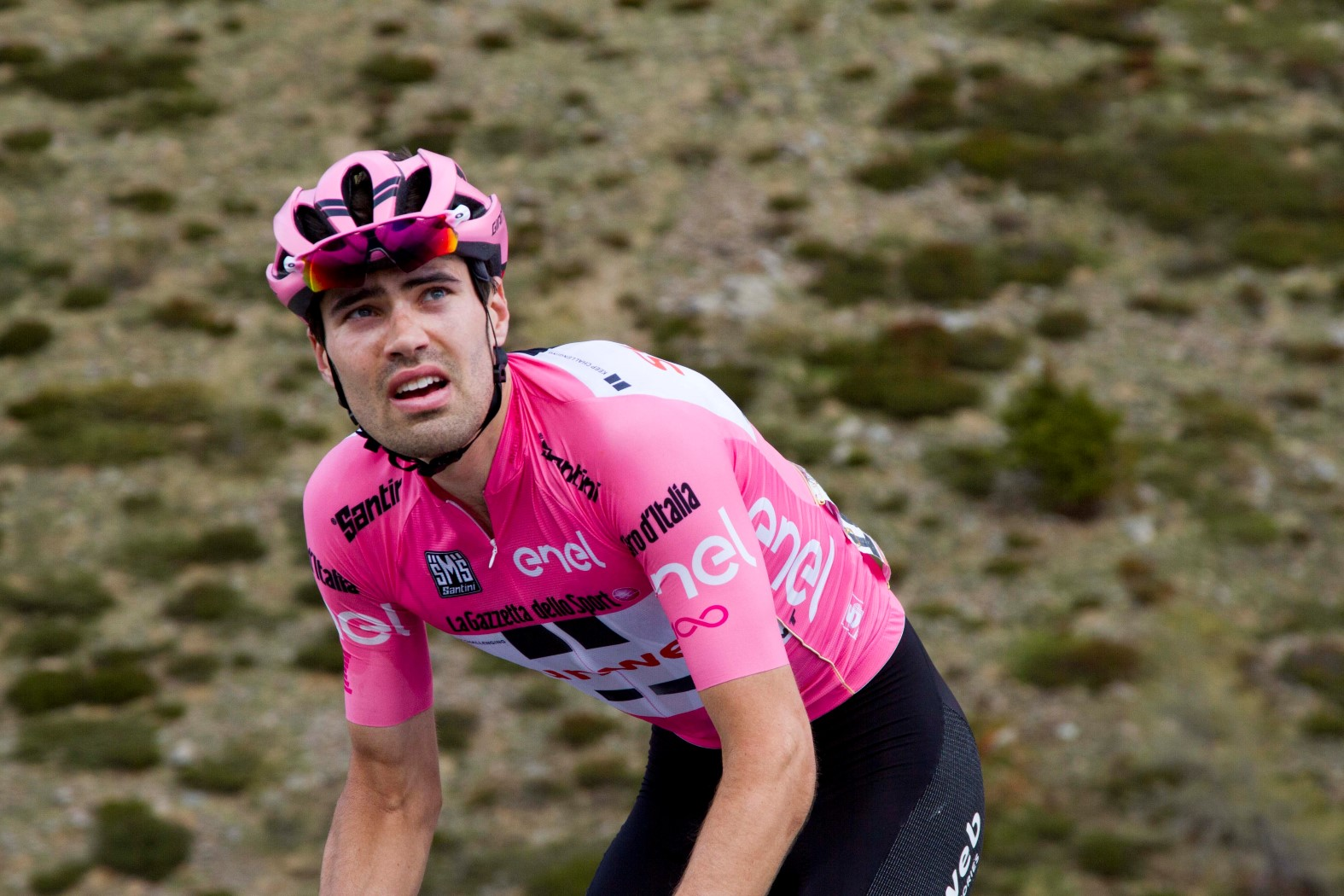
Tom Dumoulin

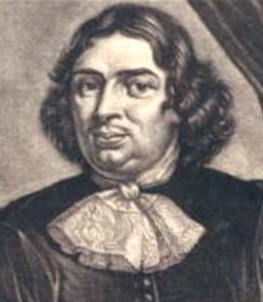
Henri de Fromantiou

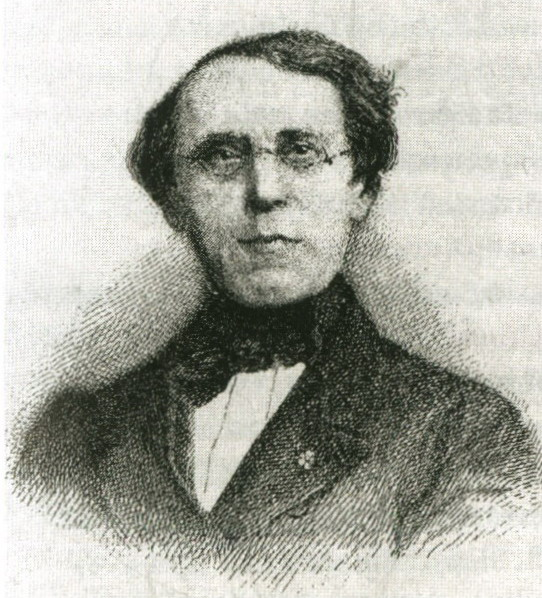
André van Hasselt

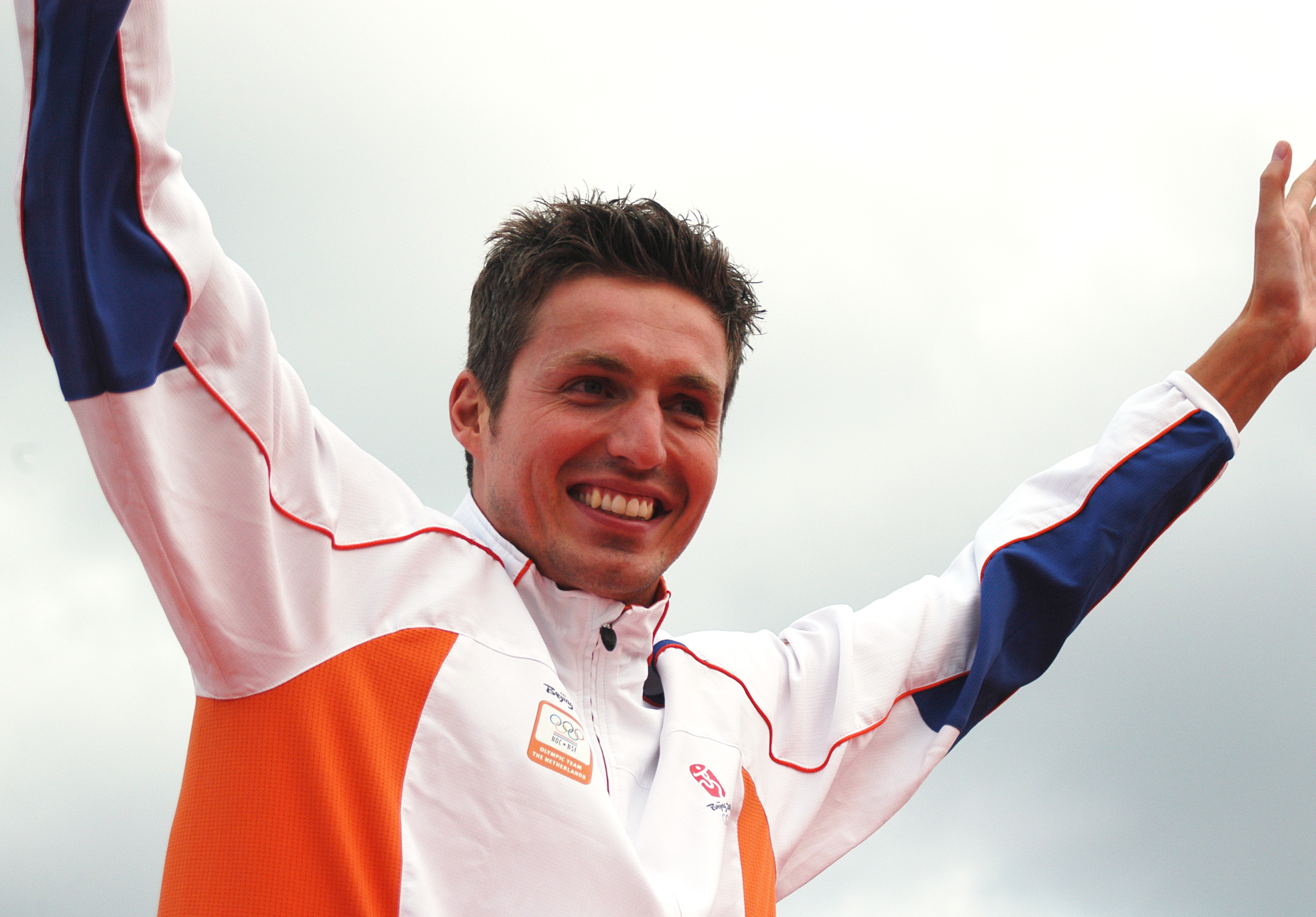
Pieter van den Hoogenband

Pierre Kemp

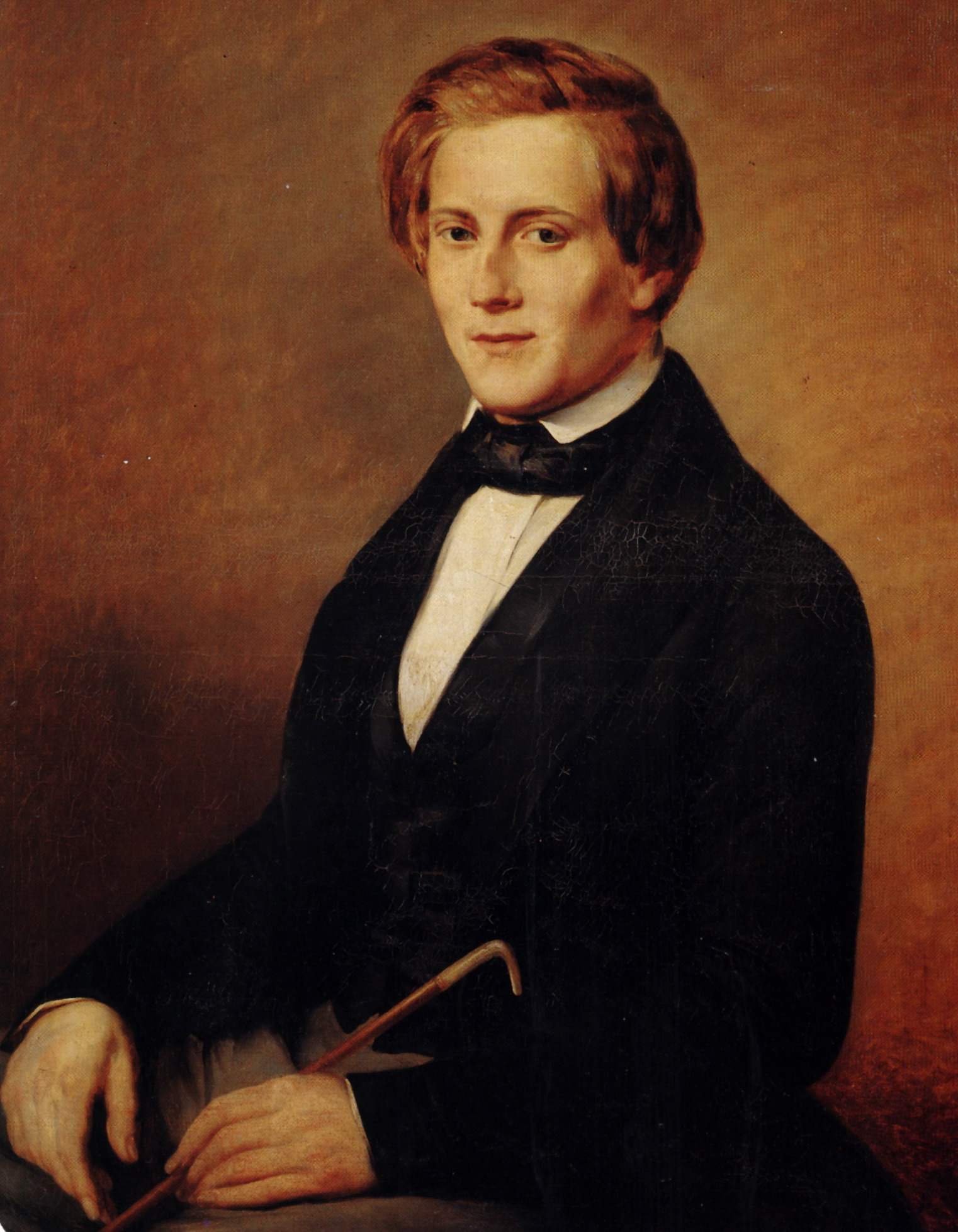
Mathieu Kessels

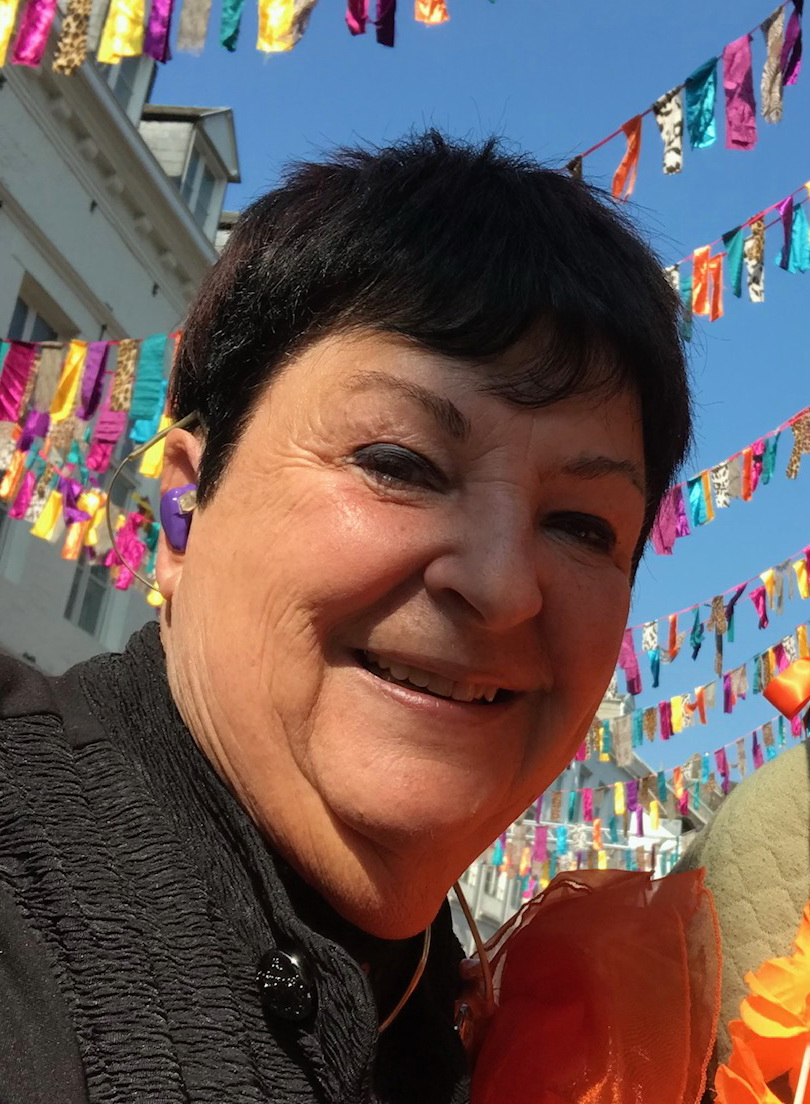
Beppie Kraft

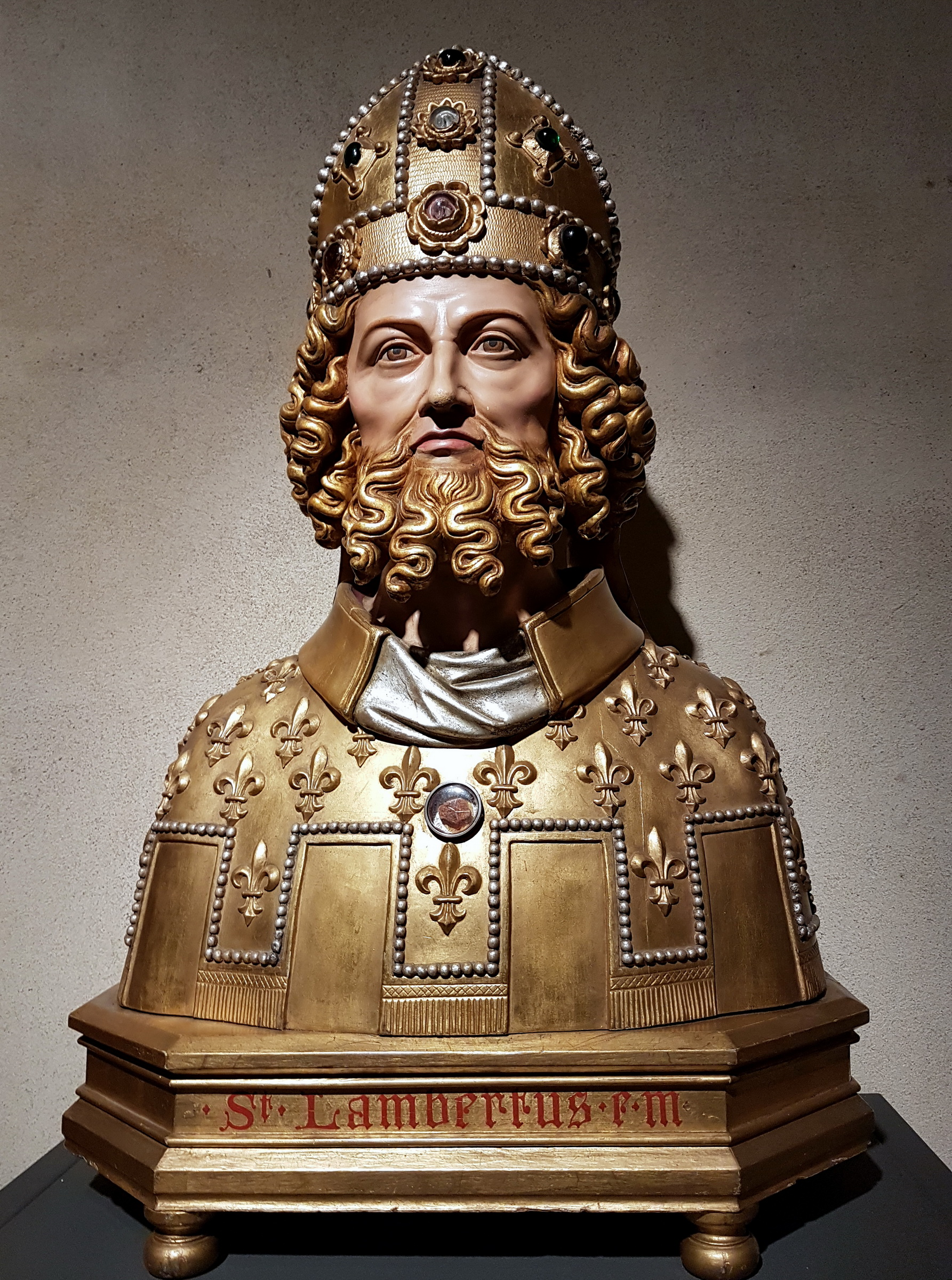
Sint-Lambertus

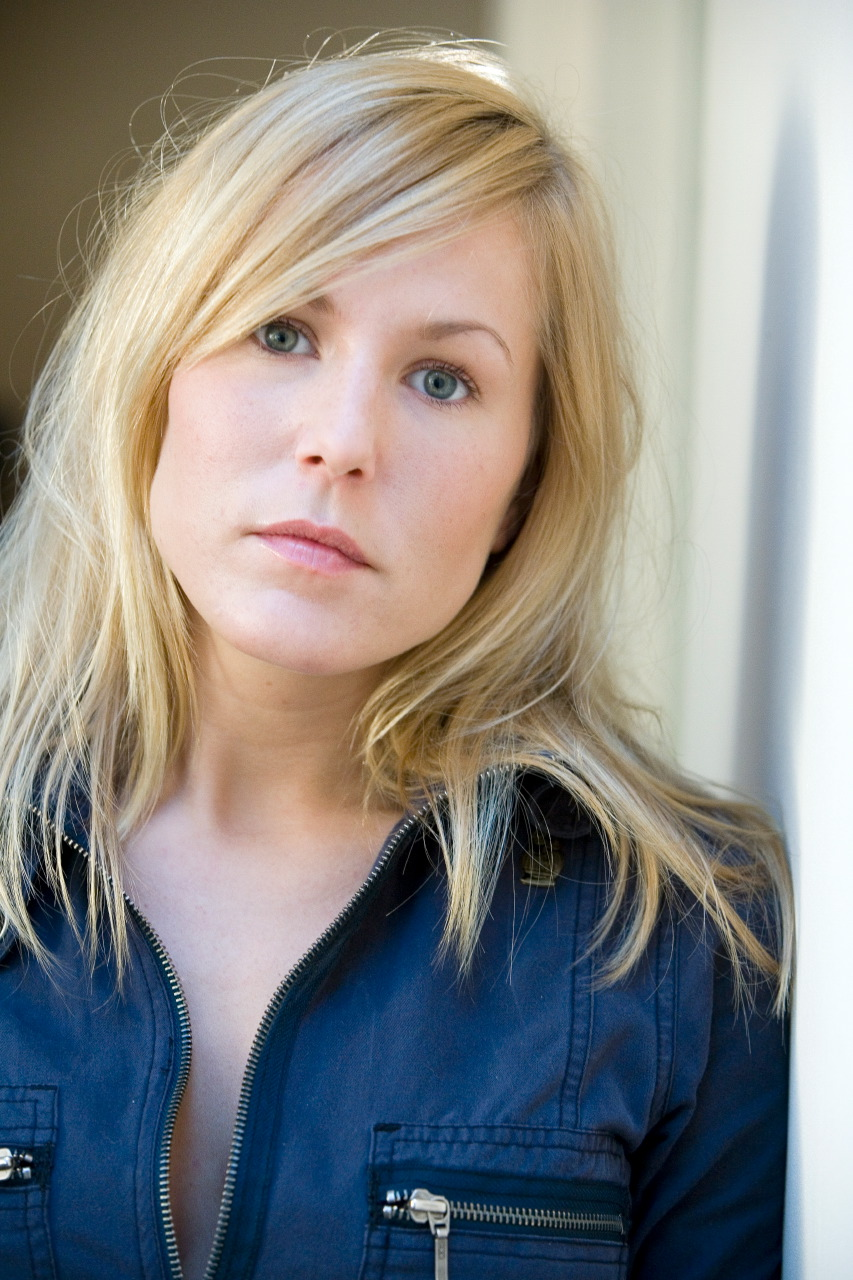
Hadewych Minis

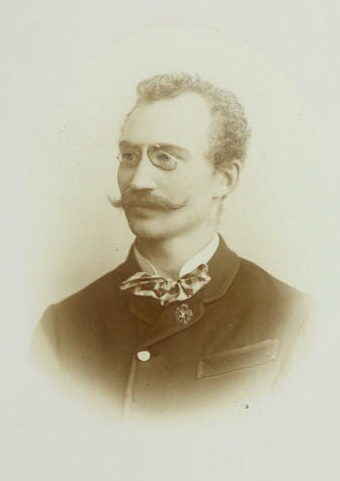
Alfons Olterdissen

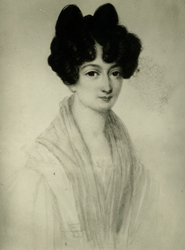
Henriette d'Oultremont de Wégimont

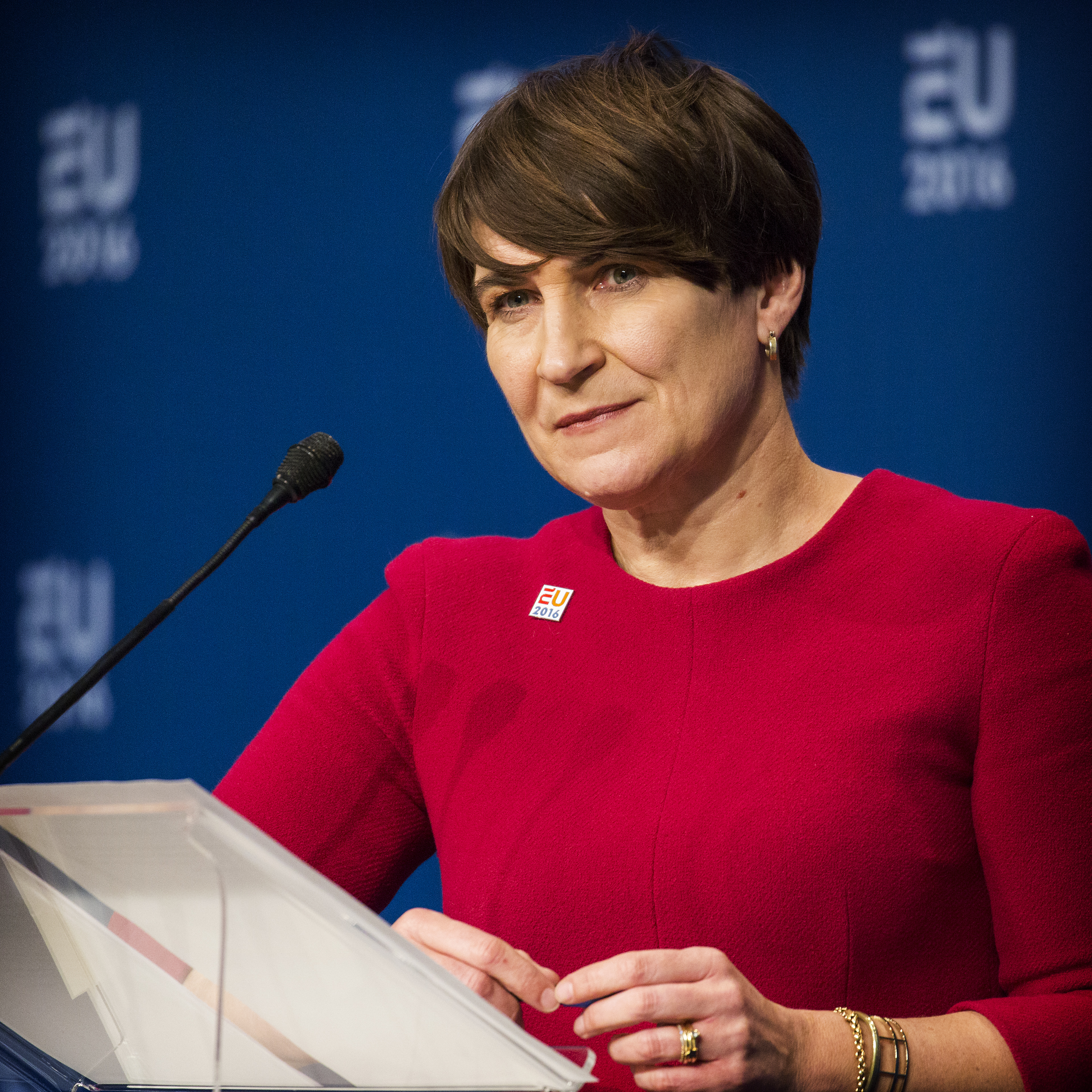
Lilianne Ploumen

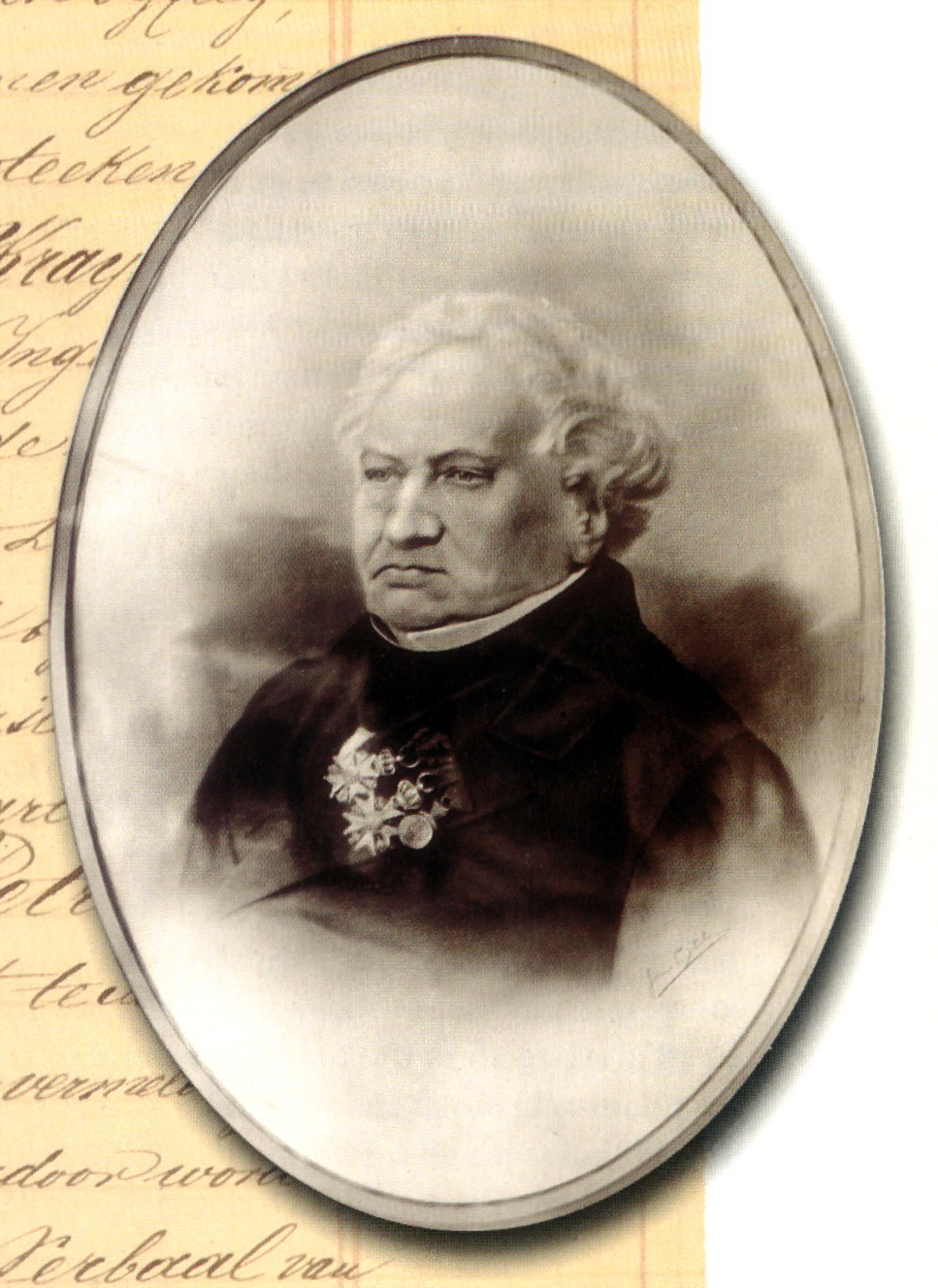
Petrus I Regout

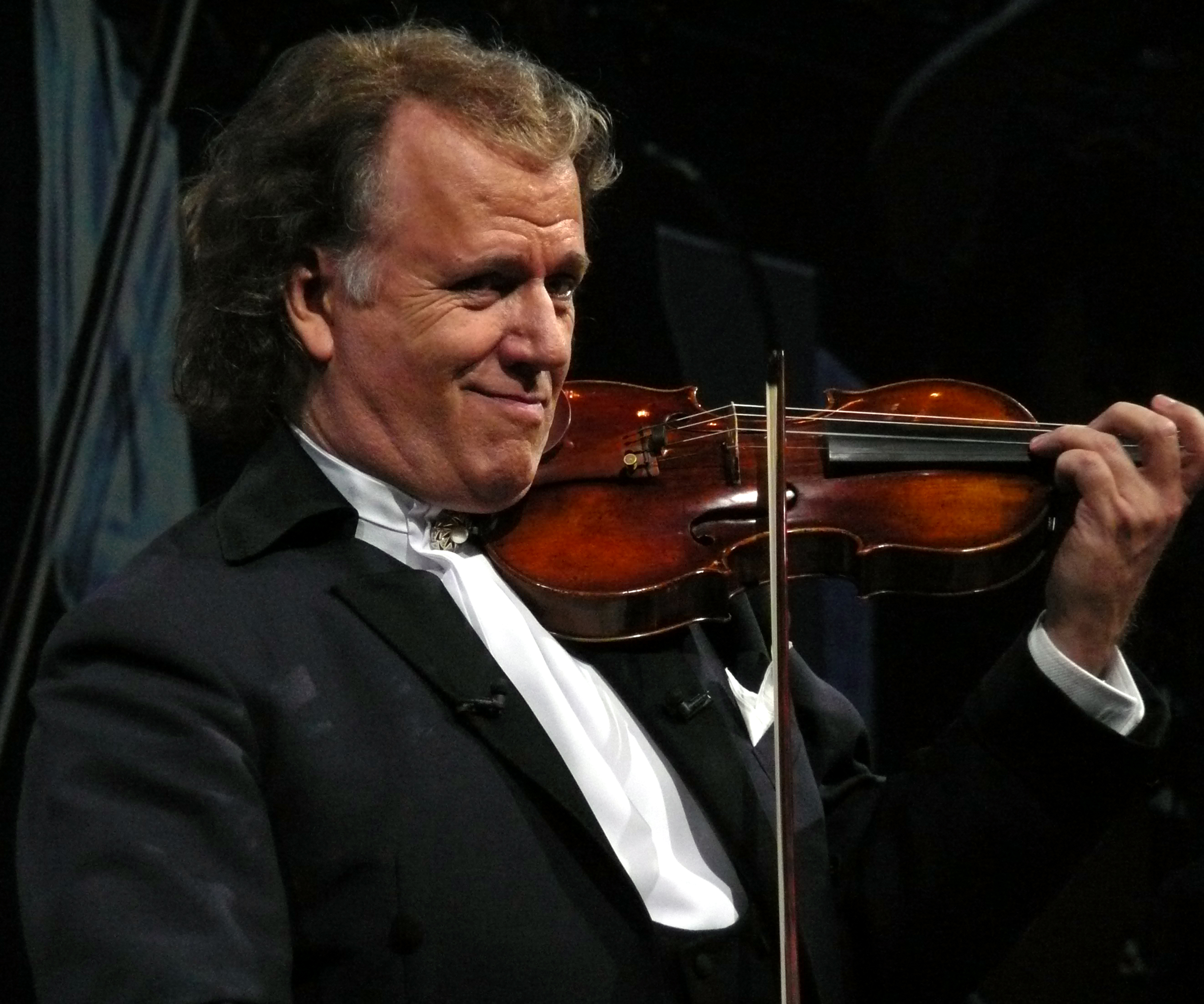
André Rieu

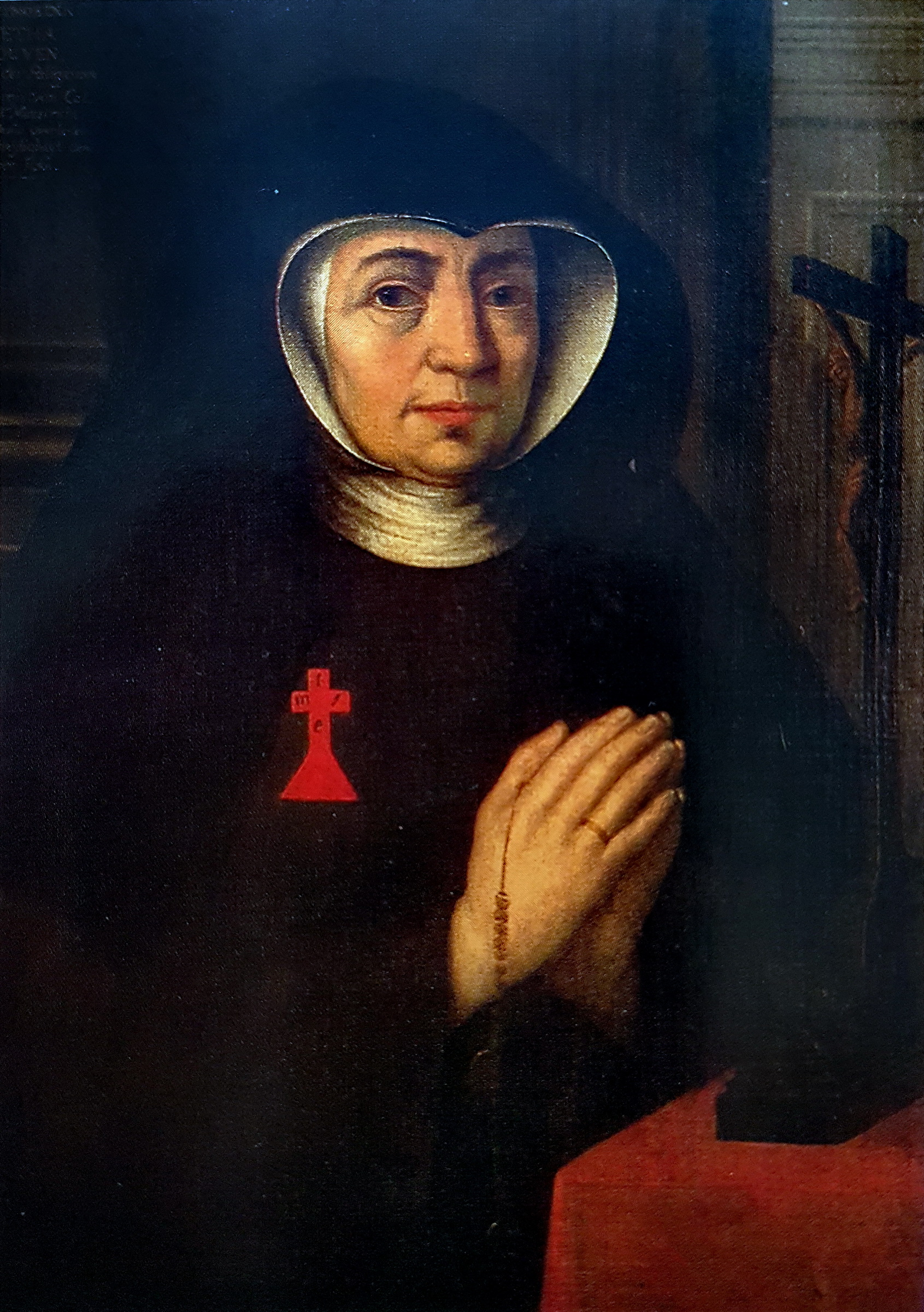
Elisabeth Strouven

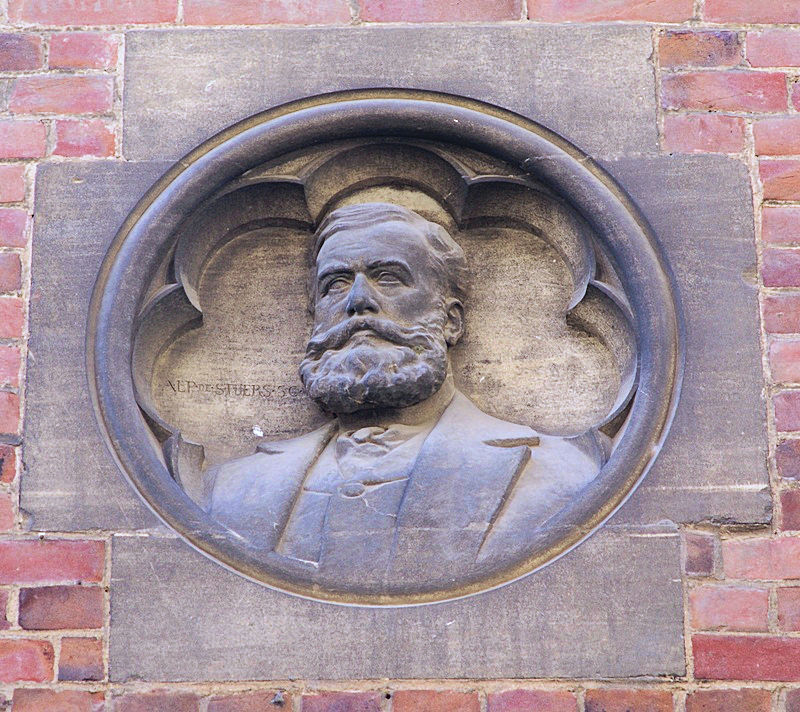
Victor de Stuers

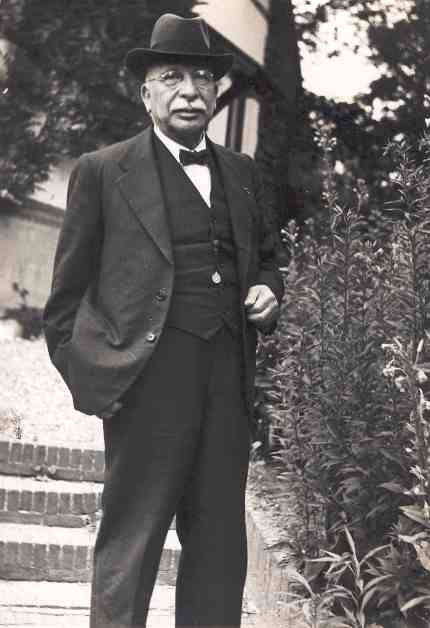
Jac. P. Thijsse

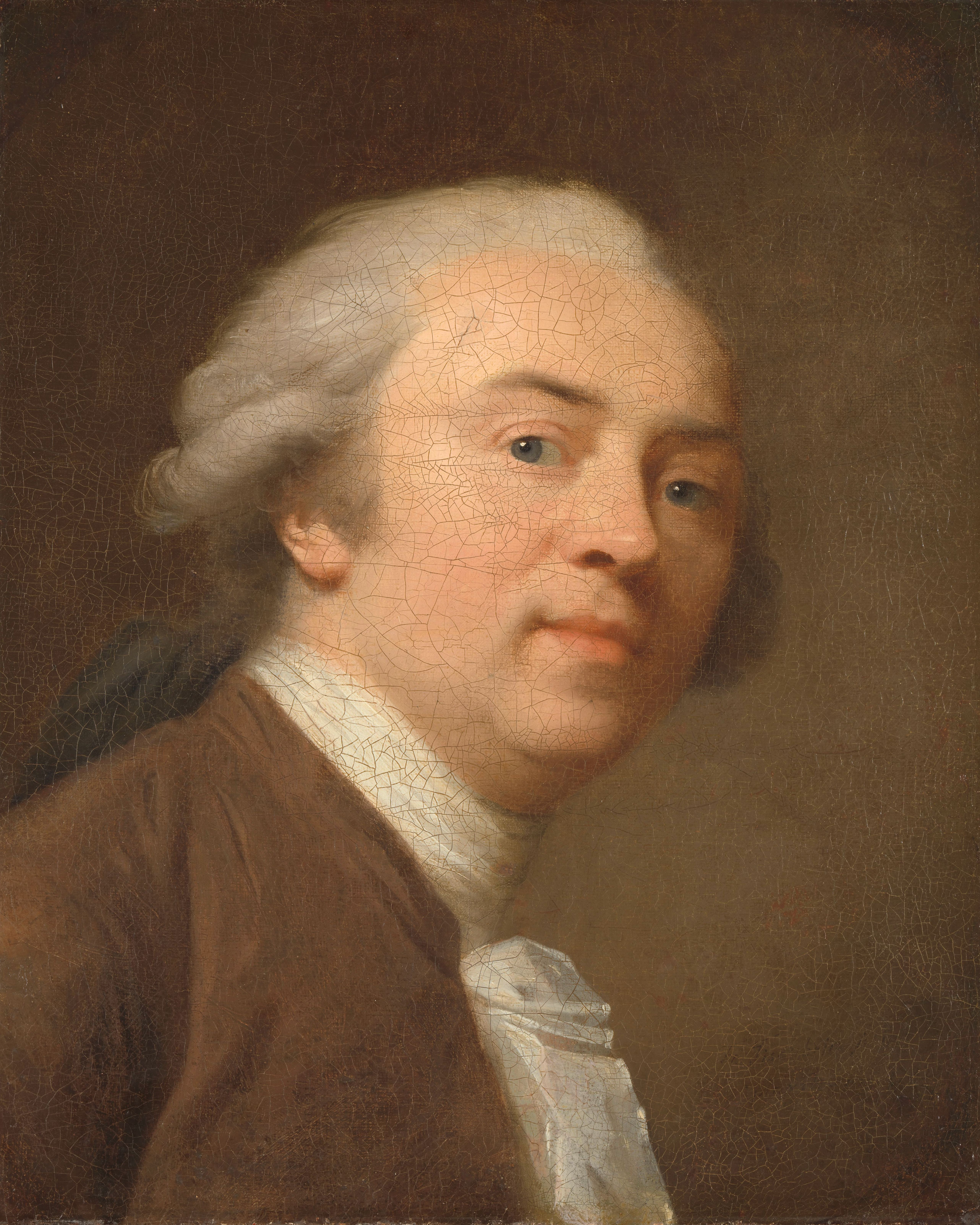
Johann Friedrich August Tischbein

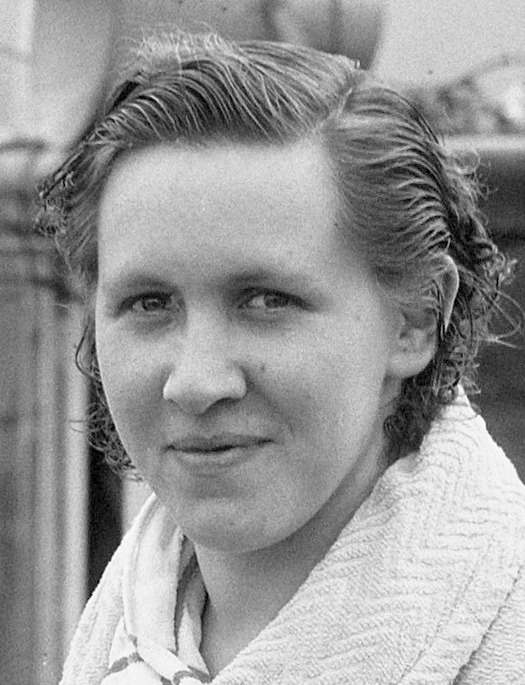
Marie-Louise Vaessen

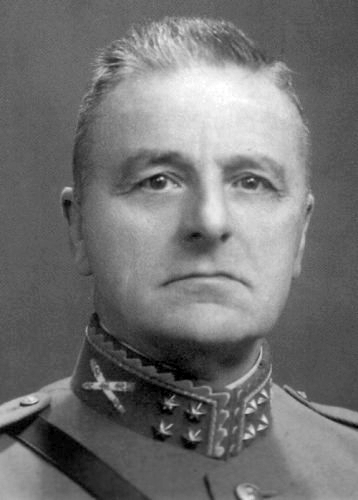
Generaal Winkelman

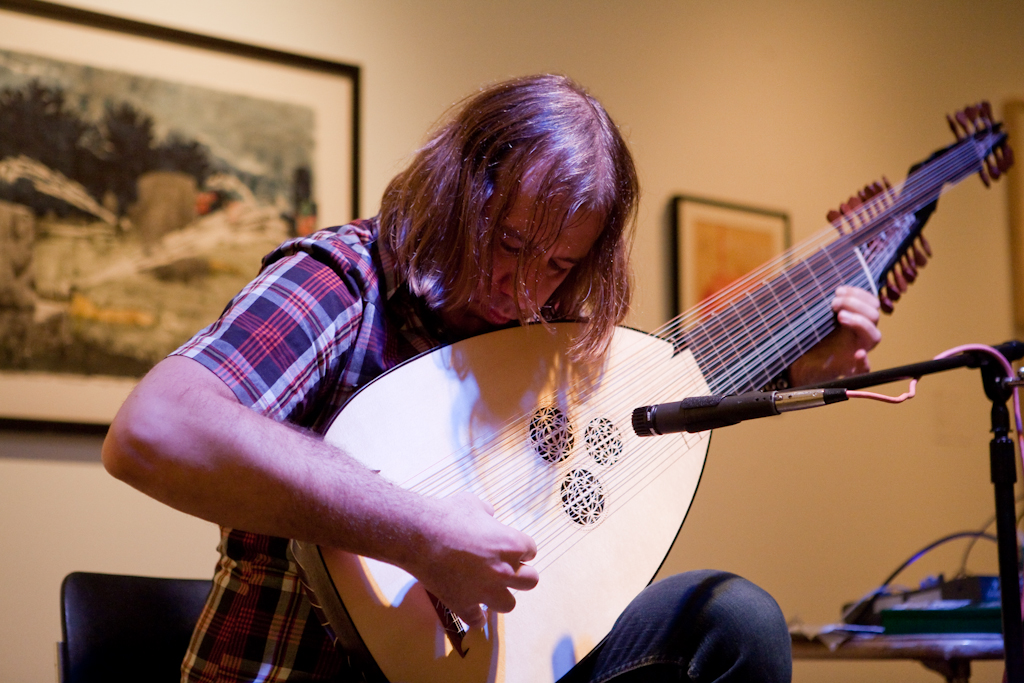
Jozef van Wissem

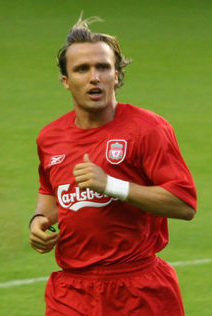
Boudewijn Zenden

### A
- Hiëronymus van Aken (1796-1860) - politicus, burgemeester van Maastricht
- Joannes Echarius Carolus Alberti (1777-1843) - schilder
- Bert André (1941-2008) - acteur
- Henri Arends (1921-1994) - dirigent

### B
- Doris Baaten (1956) - actrice
- Fons Baeten (1920-1996) - politicus, burgemeester van Maastricht
- Marijke Bakker (1932) - actrice
- Jan Balendong (1889-1965) - beeldhouwer
- Alexander Batta (1816-1902) - cellist, componist
- Edouard de Beaumont (1841-1895) - wapenfabrikant, uitvinder Beaumontgeweer
- Jerome Beckers (1993) - voetballer
- Tom van Beek (1931-2002) - acteur, schrijver
- Edmond Bellefroid (1893-1971) - kunstenaar, ontwerper
- Fons Bemelmans (1938) - kunstenaar
- Joop van den Berg (1941) - politicoloog, politicus, hoogleraar UM
- Grégoire van den Bergh (1824-1890) - civieltechnisch ingenieur, minister
- Gerard Bergholtz (1939) - voetballer
- Jan-Willem Bertens (1936) - diplomaat en politicus
- Rudi Bloemgarten (1920-1943) - verzetsstrijder
- Mieke de Boer (1980) - dartster
- Frans Jacob Otto Boijmans (1767-1847) - kunstverzamelaar, grondlegger Museum Boijmans Van Beuningen in Rotterdam
- Andrée Bonhomme (1905-1982) -  componiste, pianiste en muziekdocent
- Henri Damas Bonhomme (1747-1826) - militair, minister, gouverneur, burgemeester
- Gerardus Petrus Booms (1822-1897) - luitenant-generaal, minister
- Jo van den Booren (1935) - componist, dirigent
- Alphons Boosten (1893-1951) - architect
- Theo Boosten (1920-1990) - architect
- Henri Boot (1877-1963) - kunstschilder
- Lloyd Borgers (1993) - voetballer
- Arnoldus Borret (1848-1888) - priester-kunstenaar in Suriname
- Nicolaas Antoon Bosch (1797-1857) - ondernemer
- Jan Bouwens (1927-2006?) - bestuurder, burgemeester van o.a. Itteren en Borgharen
- Paul Bovens (1956) - advocaat en procureur
- Theo Bovens (1959) - politicus, bestuurder, wethouder van Maastricht, gouverneur van Limburg
- Joseph Bruyère (1948) - Belgisch wielrenner
- Frans Budé (1945) - dichter, schrijver
- Jeu van Bun (1918-2002) - voetballer

### C
- Gerard Caris (1925-2025), beeldhouwer en kunstenaar
- Alphons Castermans (1924-2008) - hulpbisschop van Roermond
- Rob Chamuleau (1941) - internist en hepatoloog
- Edmond Claessens (1882-1954) - Belgisch politicus
- Jos Cleber (1916-1999) - dirigent, componist en programmamaker
- Wijnand Nicolaas Clermont (1802-1879) - ondernemer en wethouder van Maastricht
- Jean-Baptiste Coclers (1696-1772) - portretschilder
- Christiaan Coenegracht (1755-1818) - ondernemer, jurist, politicus, burgemeester van Maastricht
- Chris Coenen (1937-2023) - voetballer en voetbaltrainer
- Jean Colombain (1950) - voetballer
- Alexandre Quirin Collard (1735-1807) - jurist, burgemeester van Maastricht
- Isaäc Collard (1774-1828) - rechtsgeleerde, burgemeester van Assen
- Thérèse Cornips (1926-2016) - psychologe, vertaalster, beeldend kunstenares
- Wouter Corstjens (1987) - voetballer
- Andreas Creusen (1591-1666) - bisschop van Roermond, aartsbisschop van Mechelen
- Eva Crutzen (1987) - actrice, cabaretière

### D
- Ivo Dahlmans (1964) - voetballer
- Peter 'Pie' Debye (1884-1966) - natuurkundige en Nobelprijswinnaar (1936)
- Hugo Deenen (2004), voetballer
- Pieter Defesche (1921-1998) - beeldend kunstenaar, kunstschilder, graficus
- August Defresne (1893-1961) - (toneel)schrijver, regisseur
- Johan Dijkstra (1947) - voetballer
- Jacques van Doorn (1925-2008) - socioloog, columnist en hoogleraar
- Pierre Doppler (1861-1938) - archivaris, historicus
- Appie Drielsma (1937-2014) - beeldhouwer
- Jean Dumoulin (1800-1857) - architect
- Tom Dumoulin (1990) - wielrenner

### E
- Guillaume Eberhard (1879- 1949) - kunstschilder
- Jon van Eerd (1960) - toneelspeler
- Joseph Endepols (1877-1962) - neerlandicus

### F
- Hubert Felix (1913-1986) - glazenier
- Jacobus Florii (ca. 1550 - na 1588) - componist
- Franciscus Florius (ca. 1530 - 1588?) - componist
- Frederick Franck (1909-2006) - Nederlands-Amerikaans kunstenaar, schrijver
- Benoît Franssen (1893-1978) - musicus, componist, dirigent
- Uschi Freitag (1989) - Nederlands-Duits schoonspringster
- Robin Frijns (1991) - autocoureur
- Hendrik de Fromantiou (ca. 1633-na 1693) - kunstschilder

### G
- Frans Gast (1927-1986), beeldend kunstenaar
- Frederik Lambertus Geerling (1815-1894) - viceadmiraal, minister van Marine
- Floris Gerts (1992) - wielrenner
- Fred Goessens (1953) - acteur
- Jérôme Goffin (1921-1963) - graficus, glazenier
- Henri Goovaerts (1865-1912) - kunstschilder
- Jenny Goovaerts (1883-1949) - sopraanzangeres, zangpedagoge, pianiste
- Joan Graafland (1850-1925) - heraldicus
- Rob Graafland (1875-1940) - kunstschilder
- Jan Grégoire (1887-1960) - kunstschilder
- Guy van Grinsven (1949-2021) - fotograaf
- Philippe van Gulpen (1792-1862) - amateurhistoricus en tekenaar

### H
- Jochum ten Haaf (1978) - acteur
- Yvonne Habets (1948-2007) - journaliste, tv-presentatrice
- Joop Haex (1911-2002) - politicus
- André van Hasselt (1806-1874) - advocaat, dichter
- Willy Hautvast (1932-2020) - componist
- Nicolaas Hubert Henket (1829-1904), waterbouwkundige, hoogleraar
- Dorine Hermans (1959) - historica, journaliste en schrijfster
- Hubert Hermans (1937) - psycholoog
- Jos Hessels (1965) - politicus, burgemeester Echt-Susteren
- Annie Heuts (1929-2019) - zangeres en dichteres
- Martinus van Heylerhoff (1776-1854) - amateurhistoricus, gemeenteraadslid
- Joseph Hollman (1852-1926) - cellist, componist
- Hubert van Hoof (1951-2023) - radiomaker en (pop)journalist
- Pieter van den Hoogenband (1978) - zwemmer, olympisch kampioen
- Linsey Houben (1994) - handbalster
- Rinus Houtman (1942) - biochemicus, politicus, waarnemend burgemeester
- Jozef van Hövell van Wezeveld en Westerflier (1919-1945) - verzetsstrijder
- Alphons Hustinx (1900-1972) - fotograaf, cineast, journalist
- Edmond Hustinx (1898-1984) - uitvinder, naamgever cultuurprijs

### I
- Jean Innemee (1937-2007) - zanger, bassist, componist popgroep The Walkers
- Leopold van Itallie (1866-1952) - farmaceut, hoogleraar, rector magnificus Universiteit Leiden, holocaustoverlevende

### J
- Herman Jaminé (1826-1885) - Belgisch architect
- Joseph Laurent Jaminé (1797-1883) - Belgisch politicus
- Lambert Jaminé (1800-1871) - Belgisch architect
- Han Jelinger (1895-1961) - kunstenaar
- Henri Jonas (1878-1944) - kunstenaar
- Mechtild de Jong (1939) - politica
- Leon Jungschläger (1904-1956) - zeeman, militair

### K
- Adam van Kan (1877-1944) - jurist, hoogleraar Leiden
- Mathias Kemp (1890-1964) - dichter, schrijver
- Pierre Kemp (1886-1967) - dichter
- Hendrik Jan Kerens (1725-1792) - bisschop van Roermond, Wiener Neustadt en Sankt Pölten
- Leo Kerstges (1949) - voetballer
- Hendrik Johan Kessels (1781-1849) - klokkenmaker, fabrikant van chronometers
- Mathieu Kessels (1784-1836) - beeldhouwer
- Antoon Kessen (1914-1981) - bestuurder, burgemeester van Heer
- Jos Klijnen (1887-1973) - architect, stedenbouwkundige
- Adrianus Antonie Henri Willem König (1867-1944) - politicus
- Manoe Konings (1961) - klarinettiste, muzikant
- Arthur Kool (1841-1914) - generaal, politicus, minister van Oorlog
- Beppie Kraft (1946) - zangeres
- Sjeng Kraft (1924-1999) - liedjesschrijver, accordeonist
- Adolf Jan Marie Kurvers (1920-1988) - bestuurder, burgemeester van Borgharen

### L
- Lambertus (638?-706?) - bisschop van Maastricht
- J.C. Lamster (1872-1954) - militair, filmer, museumconservator
- Raymond Leenders (1951-2003) - politicus, wethouder van Maastricht
- Vanity Lewerissa (1991) - voetbalster
- Léon Lhoest (1898-1976) - ondernemer
- Antoine Lipkens (1782-1847) - ingenieur, uitvinder, eerste directeur Koninklijke Akademie (later TU Delft)
- Fernand Lodewick (1909-1995) - neerlandicus, literatuuronderzoeker
- Huub Loontjens (1906-1979) - glazenier
- Eric van der Luer (1965) - voetballer
- Julius Luthmann (1890-1973) - architect
- Pieter Lyonet (1706-1789) - cryptograaf, zoöloog

### M
- André Maas (1934-1997) - voetballer, voetbaltrainer
- Victor Marres (1885-1957) - architect
- Egidius Meijer (1908-1992) - bestuurder, burgemeester van Borgharen
- Harie Meijers (1879-1928) - wielrenner
- Arno Meijs (1941) - architect
- Leon Melchior (1926-2015) - bouwondernemer, projectontwikkelaar, bevorderaar nationale hippische sport
- André Charles Membrede (1758-1831) - jurist, politicus, burgemeester van Maastricht, gouverneur van Antwerpen
- Willem Merckelbach (1904-1975) - burgemeester van Wittem
- Félix de Mérode (1791-1857) - Belgisch politicus, schrijver
- Frédéric de Merode (1792-1830) - Belgisch vrijheidsstrijder
- Felix Meurders (1946) - presentator
- Rudolf Meurer (1866-1950) - roeier, arts, gynaecoloog
- Andreas Victor Michiels (1797-1849) - generaal, commandant van het Koninklijk Nederlands-Indisch Leger
- Wite Michiels van Kessenich (1938-1990) - politicus
- Frans Mikkenie (1903-1954) - circusdirecteur
- Jan Pieter Minckelers (1748-1824) - natuurkundige, uitvinder
- Hadewych Minis (1977) - actrice, zangeres
- Roger Moens (1961) - componist-dirigent
- Marieke Moorman (1961) - politica
- Bram Moszkowicz (1960) - advocaat

### N
- Cécile Narinx (1970) - journaliste
- Nico Nelissen (1942) - socioloog, bestuurskundige, hoogleraar te Nijmegen en Tilburg
- Benny Neyman (1951-2008) - zanger
- Matty Niël (1918-1989) - componist, pianist
- Hendrik Nierstrasz (1773-1855) - notaris, bestuurder, burgemeester van Maastricht
- Tom Nijssen (1964) - tennisser
- Cor van Noorden (1927-2014) - beeldhouwer
- Charles Nypels (1895-1952) - drukker, uitgever, grafisch vormgever
- Leopold August Nypels (1888-1969) - jurist, tennisser
- Victor Nyst (1820-1882) - jurist, politicus

### O
- Alfons Olterdissen (1865-1923) - dialectschrijver
- Guus Olterdissen (1860-1942), musicus, componist
- Jet van Oijen (1914-1983) - verzetsstrijder
- No op den Oordt (1941) - atleet
- Jules van Oppen (1882-1943) - priester, verzetsstrijder
- Leopold van Oppen (1871-1941) - jurist, bestuurder, burgemeester van Maastricht
- Ruben L. Oppenheimer (1975) - cartoonist
- Henriette d'Oultremont de Wégimont (1792-1864) - tweede echtgenote koning Willem I

### P
- Willem Benjamin van Panhuys (1764-1816) - militair, gouverneur-generaal van Suriname
- Willem Hendrik van Panhuys (1734-1808) - jurist, politicus, bestuurder
- Titus Panhuysen (1949) - archeoloog, kunsthistoricus
- Max Paumen (1938-2003) - journalist, schrijver
- Jan Peumans (1951) - Vlaams politicus
- Guido Pieters (1948) - cineast
- Vivian Pieters (1953) - televisieregisseur en producent
- Willem Hubert Pijls (1819-1903) - ondernemer, politicus, burgemeester van Maastricht
- Pauline Plantenberg-Marres (1884-1962) - schrijfster
- Lilianne Ploumen (1962) - politica, minister
- Pascale Plusquin (1974) - politica
- Willem du Pont (1751-1829) - generaal
- Jules Prick (1919-1973) - burgemeester

### R
- Dick Raaijmakers (1930-2013) - componist, theatermaker, theoreticus
- Hendrik Raat (1815-1899) - militair, politicus, burgemeester van Maastricht
- Prince Rajcomar (1985) - voetballer
- Libert Ramaekers (1925-1993) - beeldhouwer, schilder en tekenaar
- Adolphe Regout (1876-1952) - ondernemer
- Alfred Regout (1858-1935) - ondernemer
- Edmond Regout (1870-1926) - wereldreiziger
- Edouard Regout (1829-1878) - ondernemer
- Eugène Regout (1831-1908) - ondernemer, politicus
- Flip Regout (1915-1993) - chirurg, olympisch roeier
- Frederik Regout (1858-1937) - ondernemer
- Gustave (I) Regout (1839-1923) - ondernemer
- Gustaaf Regout (1891-1966) - kunstenaar
- Jules (I) Regout (1855-1932) - ondernemer, politicus
- Louis (I) Regout (1832-1905) - ondernemer, politicus
- Louis (II) Regout (1861-1915) - ondernemer, minister
- Louis (III) Regout (1891-1966) - ondernemer, politicus
- Petrus (I) Regout (1801-1878) - ondernemer, politicus
- Petrus (II) Regout (1828-1897) - ondernemer
- Petrus (III) Regout (1854-1928) - ondernemer
- Robert Regout (1863-1913) - minister
- Robert Regout s.j. (1896-1942) - jezuïet, rechtsgeleerde en verzetsstrijder
- Theo Regout (1901-1988) - wereldreiziger, cineast
- Thomas Regout (1805-1862) - ondernemer, politicus
- Barthold van Riemsdijk (1850-1942) - historicus, kunstenaar, directeur Rijksmuseum Amsterdam
- André Rieu (1949) - muzikant, orkestleider
- Charles Clément Roemers (1748-1838) - jurist, politicus
- Fred Rompelberg (1945) - wielrenner
- Franciscus Rouwijser (1737-1827) - violist, componist
- Evelien Ruijters (1985) - atlete
- Louis Hubert Rutten (1809-1891) - priester, stichter Broeders van de Onbevlekte Ontvangenis van Maria
- Louis Rutten (1884-1946) - geoloog

### S
- Henri Sarolea (1844-1900) - spoorwegaannemer
- Stephan Satijn (1972) - politicus
- Alexander Schaepkens (1815-1899) - kunstschilder, lithograaf, amateur-historicus
- Théodore Schaepkens (1810-1883) - kunstschilder, etser
- Harold Schellinx (1956-2025), media- en geluidskunstenaar, componist en schrijver
- Jef Schipper (1910-1967) - kunstschilder
- Mathieu Schoenmaekers (1875-1944) - publicist, filosoof, theosoof.
- Henri Schoonbrood (1898-1972) - kunstschilder, glazenier, mozaïekkunstenaar
- Jan Hubert Joseph Schreinemacher (1820-1892) - arts, politicus
- Gerrie Schrijnemakers (1956) - voetballer
- Hendrik Wilhelm Schummelketel (1791-1847) - burgemeester van Anloo
- Mathieu Segers (1976-2023) - historicus, hoogleraar
- Andries Severijn (ca. 1600-1673) - orgelbouwer
- Henk Severs (1923-2008) - platenhandelaar, muziekproducent, muziekscout
- Danny Sijen (1976) - wielrenner
- Huub Sijen (1918-1965) - wielrenner
- Godert van Slijpe (1698-1753), burgemeester van Maastricht
- Jan Godart van Slijpe (1757-1838) - burgemeester van Maastricht
- Jan Hubert van Slijpe (1732-1791), burgemeester en vice-hoogschout van Maastricht
- Frans Slijpen (1923-1994) - glazenier, schilder
- Bryan Smeets (1992), voetballer
- Diederik Smit (1987) - cabaretier, schrijver
- Carl Smulders (1863-1934) - componist, schrijver
- Matheius Soiron (1722-1781) - architect
- Mathias Soiron (1748-1834) - architect, meubelontwerper
- Jean Sondeijker (1909-1995) - beeldhouwer
- Arthur Sonnen (1946-2024) - programmeur en theaterorganisator
- Guy Sonnen (1952) - acteur, zanger, theatermaker
- Pierre Sonneville (1861-1929) - graveur
- Hubert Soudant (1946) - dirigent
- Engelbert Startz (1827-1887) - missionaris in Suriname
- Godefroid Stas (1802-1876) - Belgisch rechtsgeleerde
- Karin Stevens (1989) - voetbalster
- Patrick Stitzinger (1981) - langeafstandsloper
- Sander Stols (1900-1973) - grafisch vormgever, uitgever
- Wynandus Gustavus Straetmans (1839-1898) - jurist, politicus, wethouder van Maastricht
- Elisabeth Strouven (1600-1661) - stichteres van het klooster Calvariënberg
- Alphonse ridder de Stuers (1841-1919) - diplomaat, beeldhouwer
- Victor de Stuers (1843-1916) - oprichter Monumentenzorg Nederland
- Rob Stultiens (1922-2002) - beeldhouwer

### T
- Sjeng Tans (1912-1993) - politicus, medeoprichter Universiteit Maastricht
- Marcus Teller (1682-1728) - musicus, componist
- Saskia Temmink (1968) - actrice
- Frans Theunisz (1946) - zanger
- Jac. P. Thijsse (1865-1945) - bioloog
- Germaine Thyssens-Valentin (1902-1987) - Nederlands-Frans pianiste
- Ad van Tiggelen (1958) - fantasyschrijver Adrian Stone
- Frans Timmermans (1961) - politicus
- Johann Friedrich August Tischbein (1750-1812) - Duits schilder
- Louis Toebosch (1916-2009) - componist, muziekpedagoog, organist
- Jo Toennaer (1933-2024) - voetballer
- Hans van der Togt (1947) - presentator
- Fons Tuinstra (1897-1971) - auteur
- Frans Tuinstra (1923-2003) - keramist

### U
- Pierre Ubachs (1925-2010) - historicus
- Suat Usta (1981) - Turks-Nederlands voetballer

### V
- Josephina Vaessen (1769-1848) - rentenierster en weldoenster
- Marie-Louise Vaessen (1928-1993) - Olympisch zwemster
- Erwin Vanderbroeck (1968) - voetballer
- Maxime Verhagen (1956) - politicus
- Jerry Voré (1930-2013) - zanger
- Charles Vos (1888-1954) - beeldhouwer
- Hubert Vos (1855-1935) - kunstschilder
- Nico de Vries (1961) - acteur
- Peggy Vrijens (1976) - actrice
- Arnold Vrijthoff (1863-1924) - kunstschilder

### W
- Frank Wassenberg (1966) - bioloog, politicus
- Marius Alphonse Marie Waszink (1881-1943) - burgemeester van Heerlen en Roermond, minister
- Theodoor Weustenraad (1805-1849) - schrijver
- Ad Wijnands (1959) - oud-wielrenner
- Anna Cornelia Wijnandts-Louis (1882-1957) - politica, eerste vrouwelijke gemeenteraadslid
- Jacques Pascal Wijnandts (1797-1855) - politicus, burgemeester van Maastricht
- Servee Wijsen (1935-2019) - polsstokhoogspringer
- Jeroen Willems (1962-2012) - acteur en zanger
- Pieter Willems (1840-1898) - hoogleraar
- Henri Gerard Winkelman (1876-1952) - militair
- Danny Wintjens (1983) - voetballer
- Jef Wishaupt (1940) - beeldhouwer, edelsmid
- Jozef van Wissem (1962) - luitspeler, componist

### Z
- Aldegonda Zeguers-Boere (1918-2005) - collaborateur
- Boudewijn Zenden (1976) - voetballer
- Kim Zwarts (1955) - fotograaf

## Elders geboren
Lijst van personen die niet in Maastricht zijn geboren of waarvan de geboorteplaats onbekend is, die geruime tijd woonachtig of werkzaam zijn geweest in Maastricht en/of anderzijds nauw met de stad zijn verbonden.

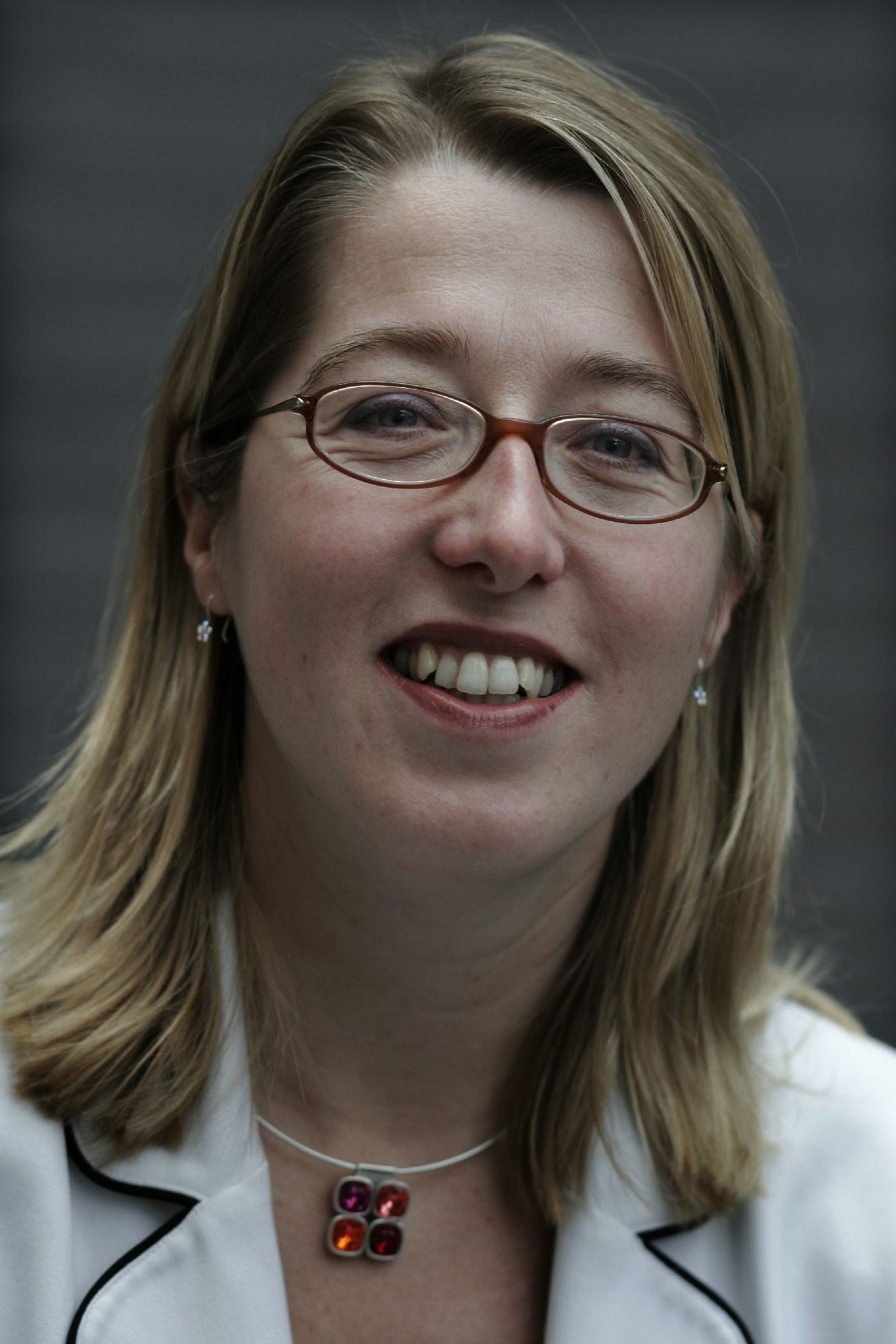
Marjolein van Asselt

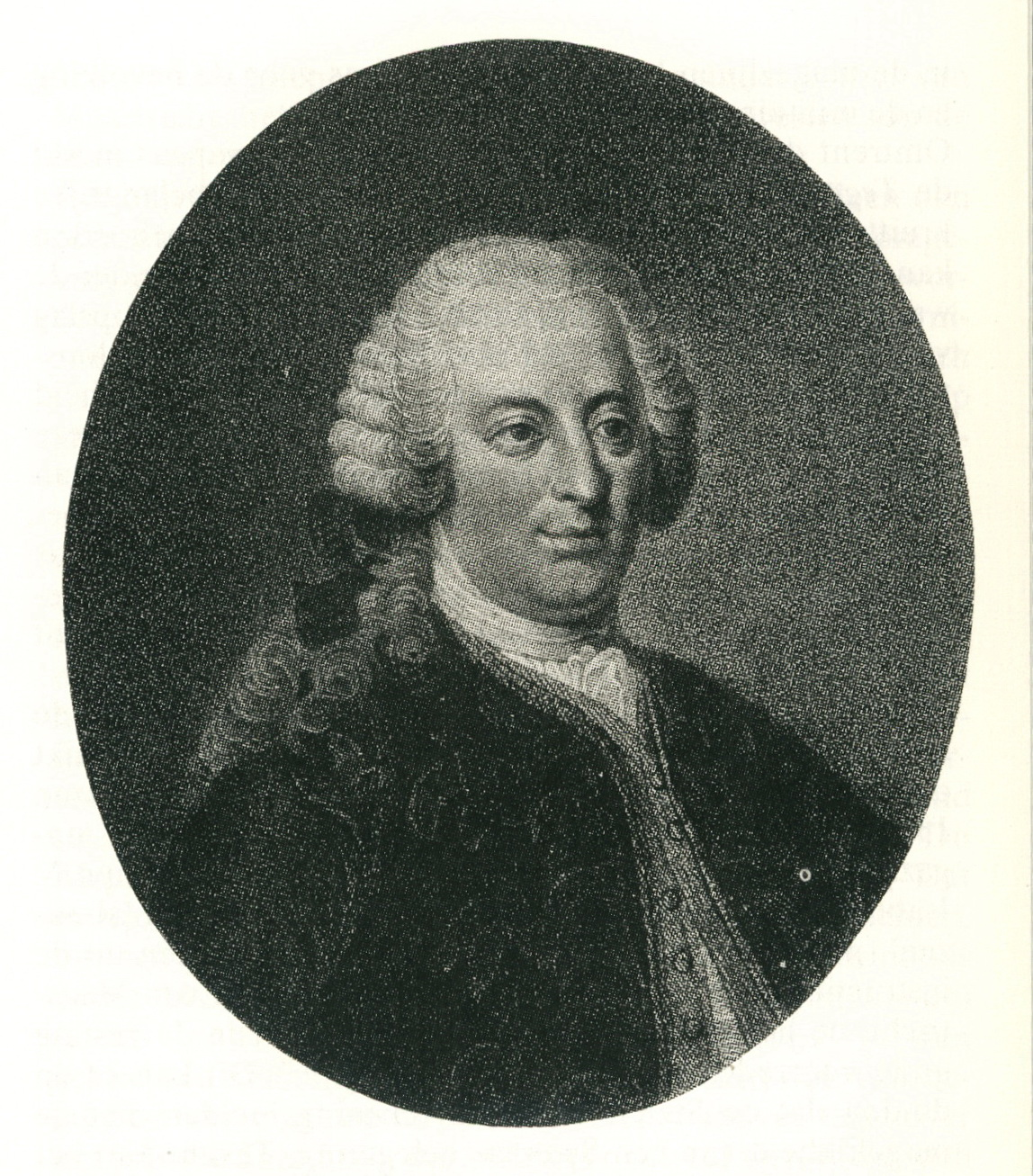
Hobbe Esaias van Aylva

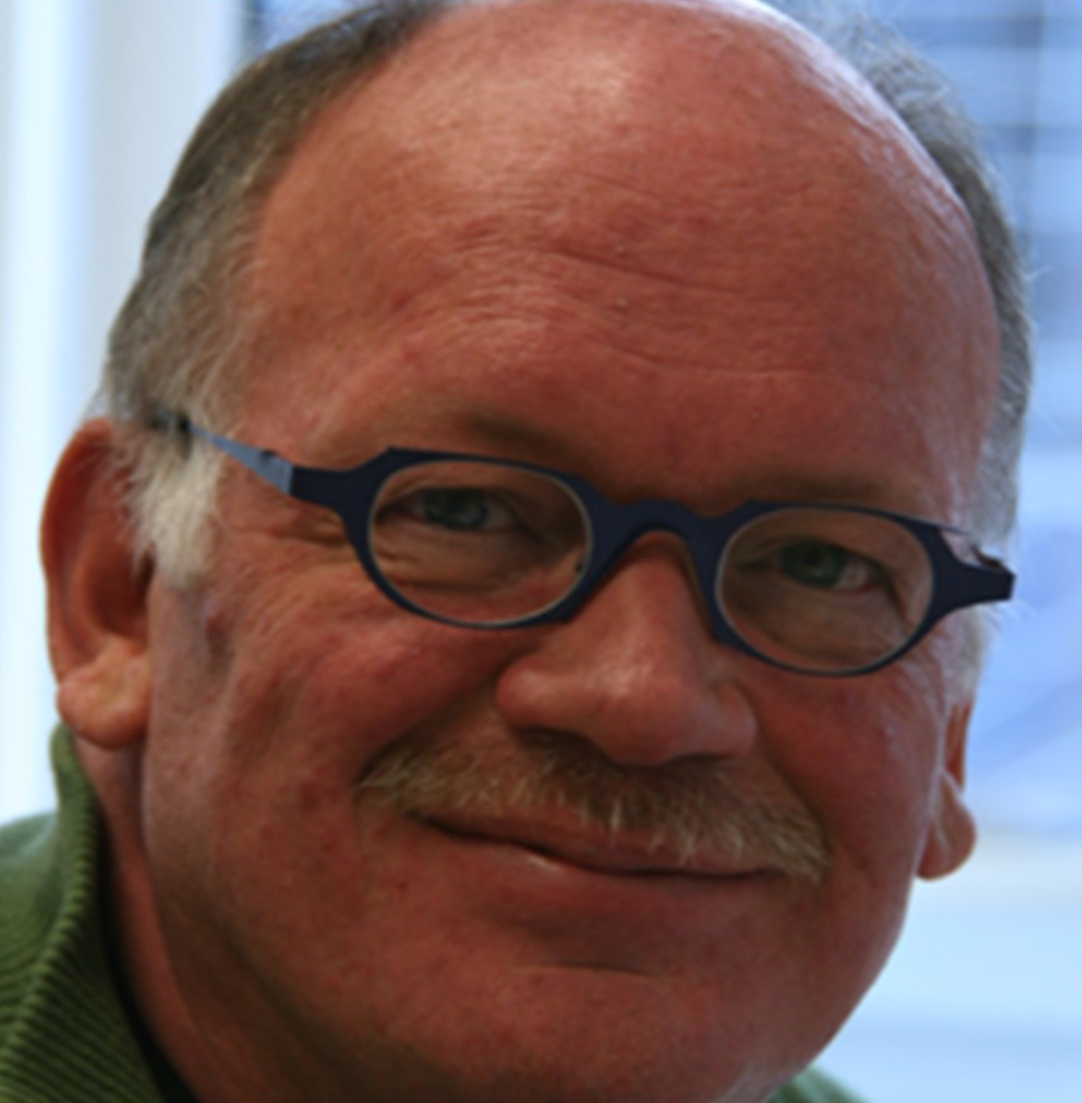
Aalt Bast

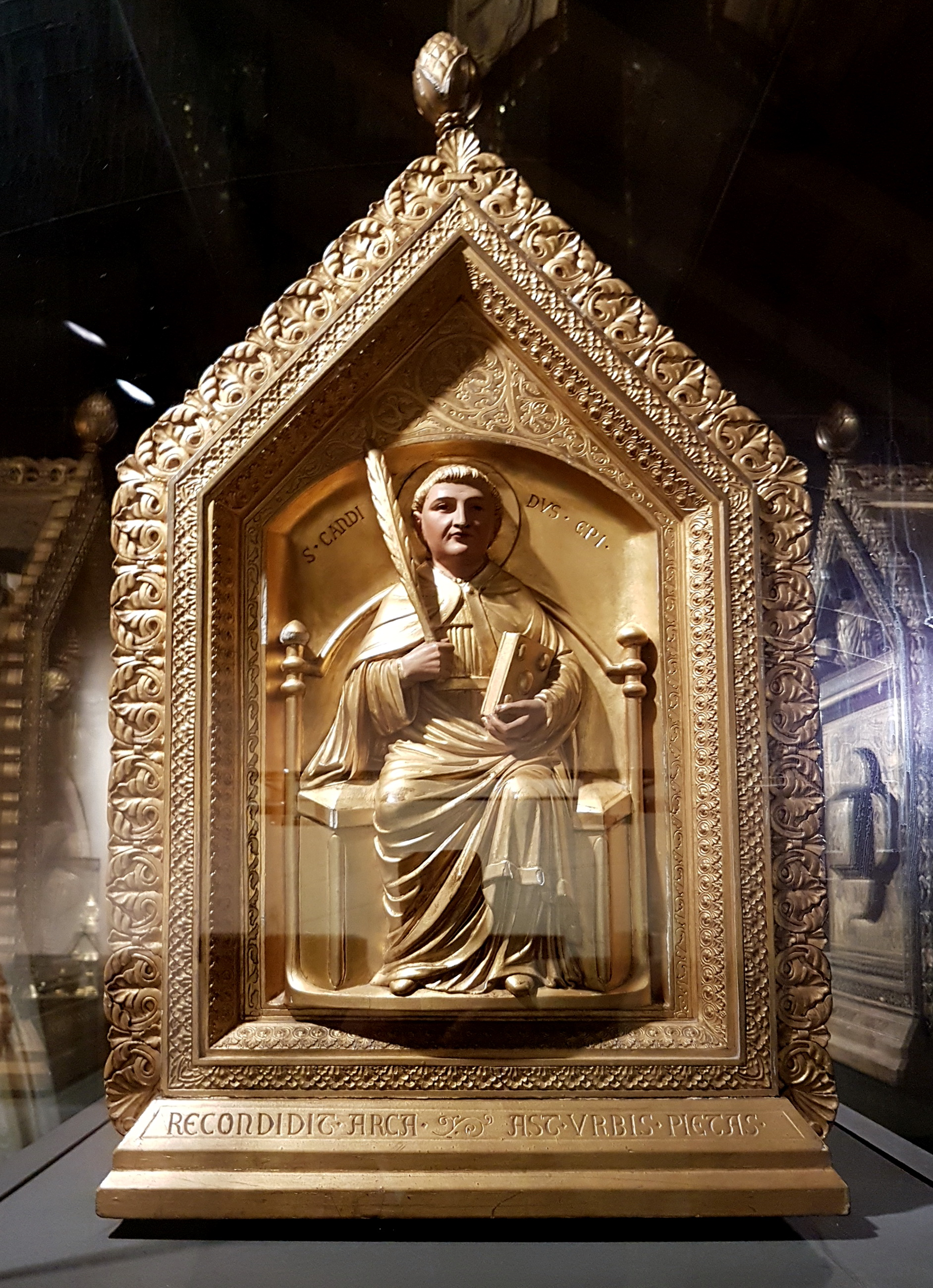
Heilige Candidus

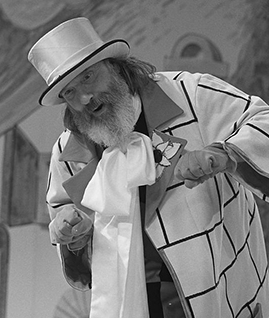
Pieke Dassen

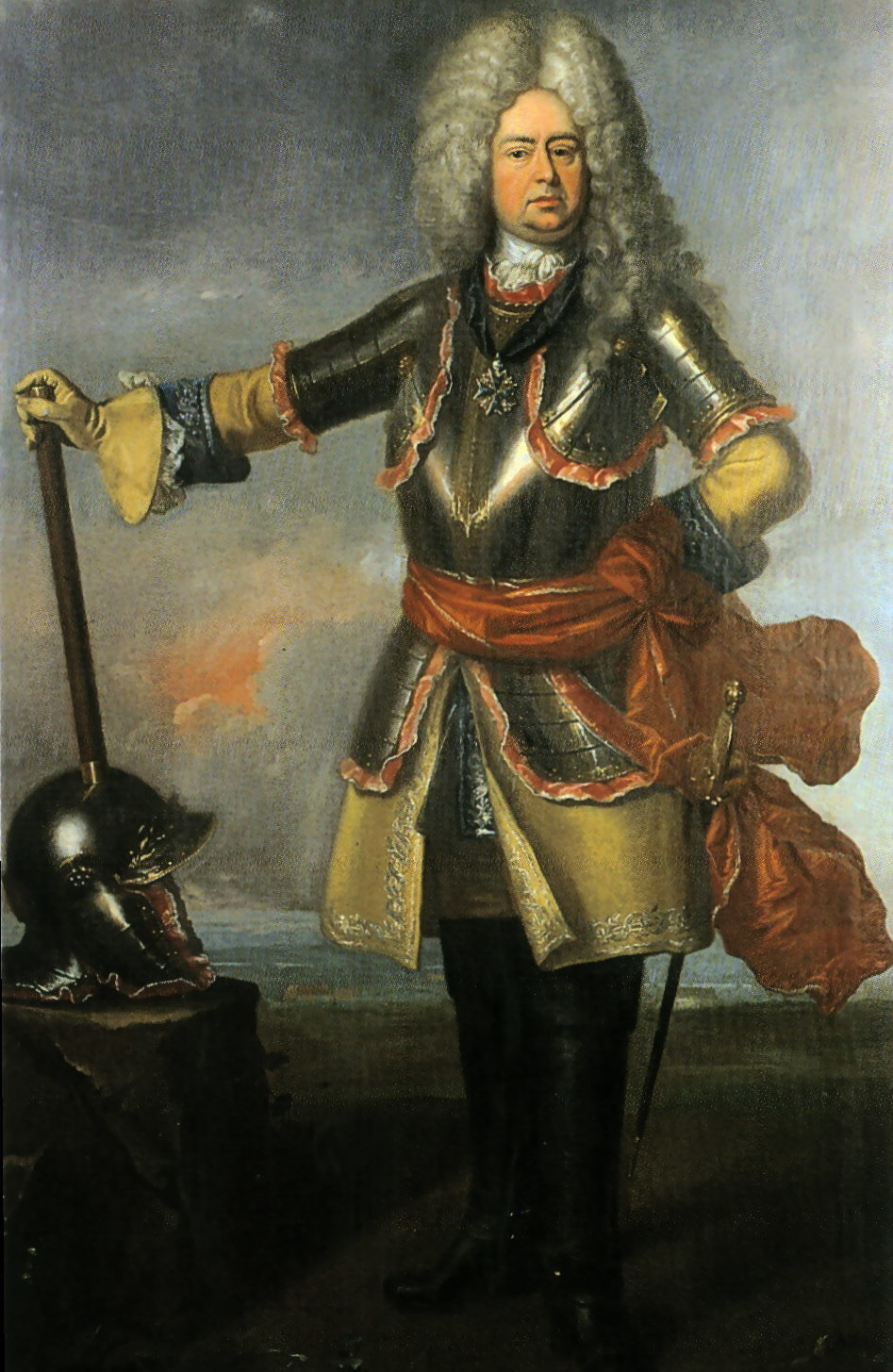
Daniël van Dopff

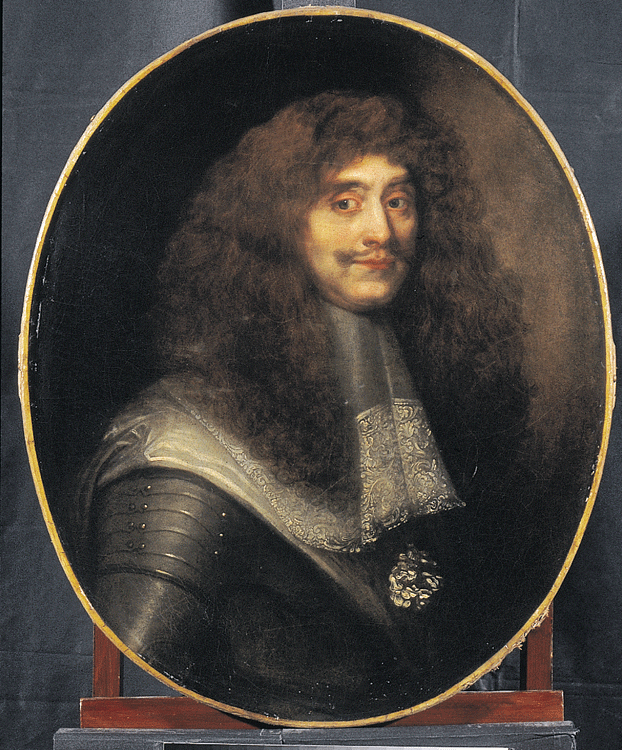
Godefroi d'Estrades

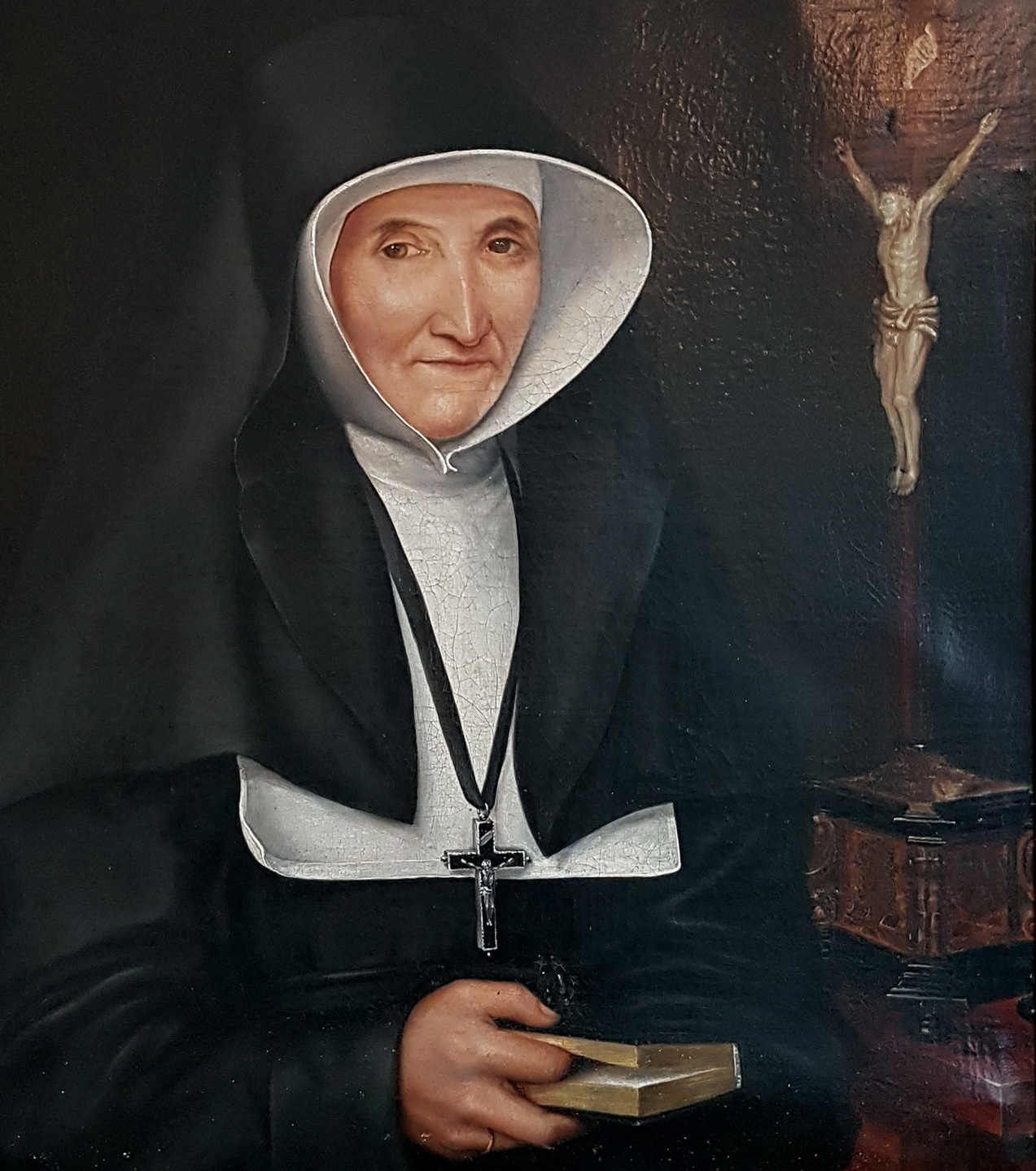
Elisabeth Gruyters

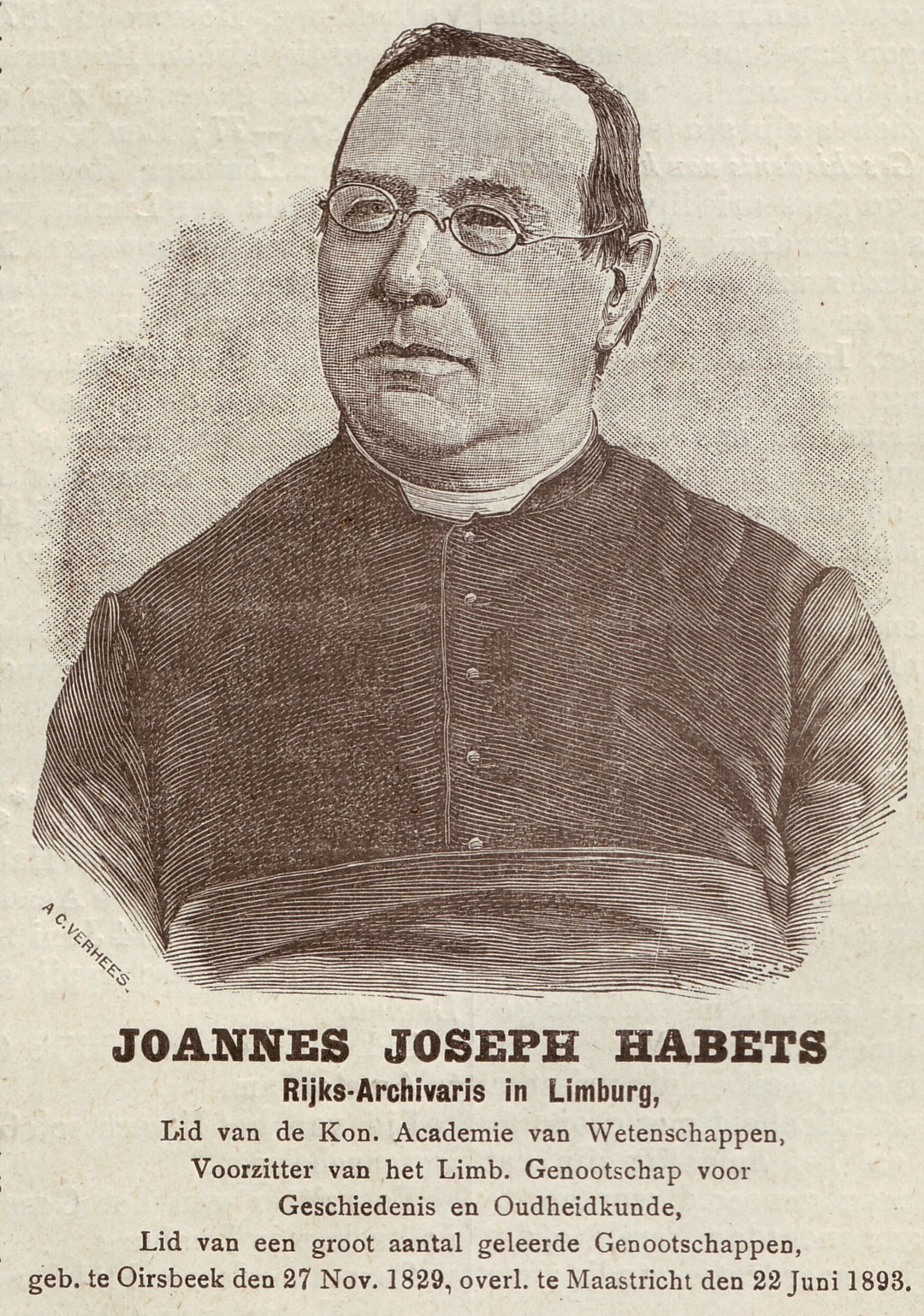
Jozef Habets

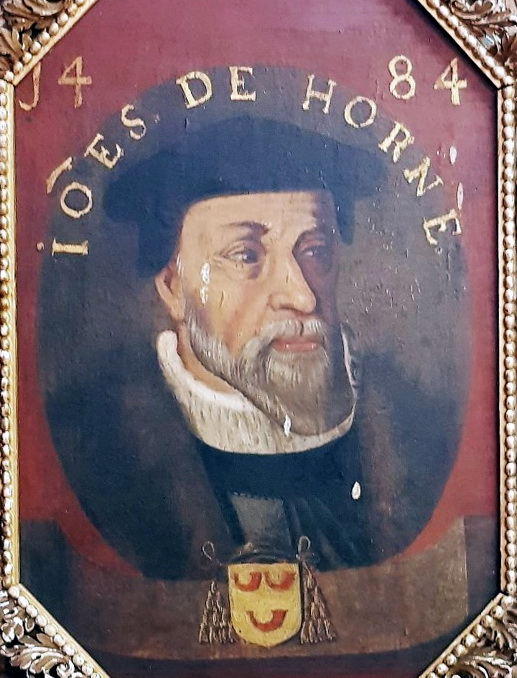
Johan van Horne

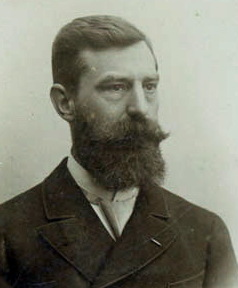
Lambert van Kleef

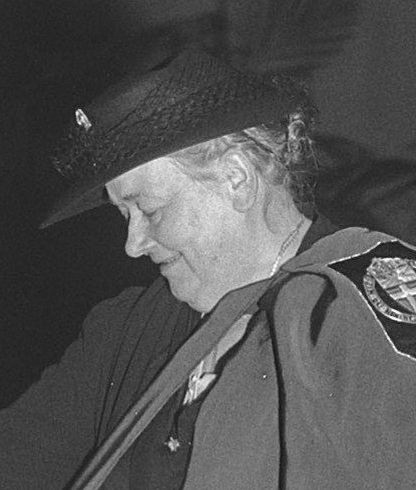
Marie Koenen

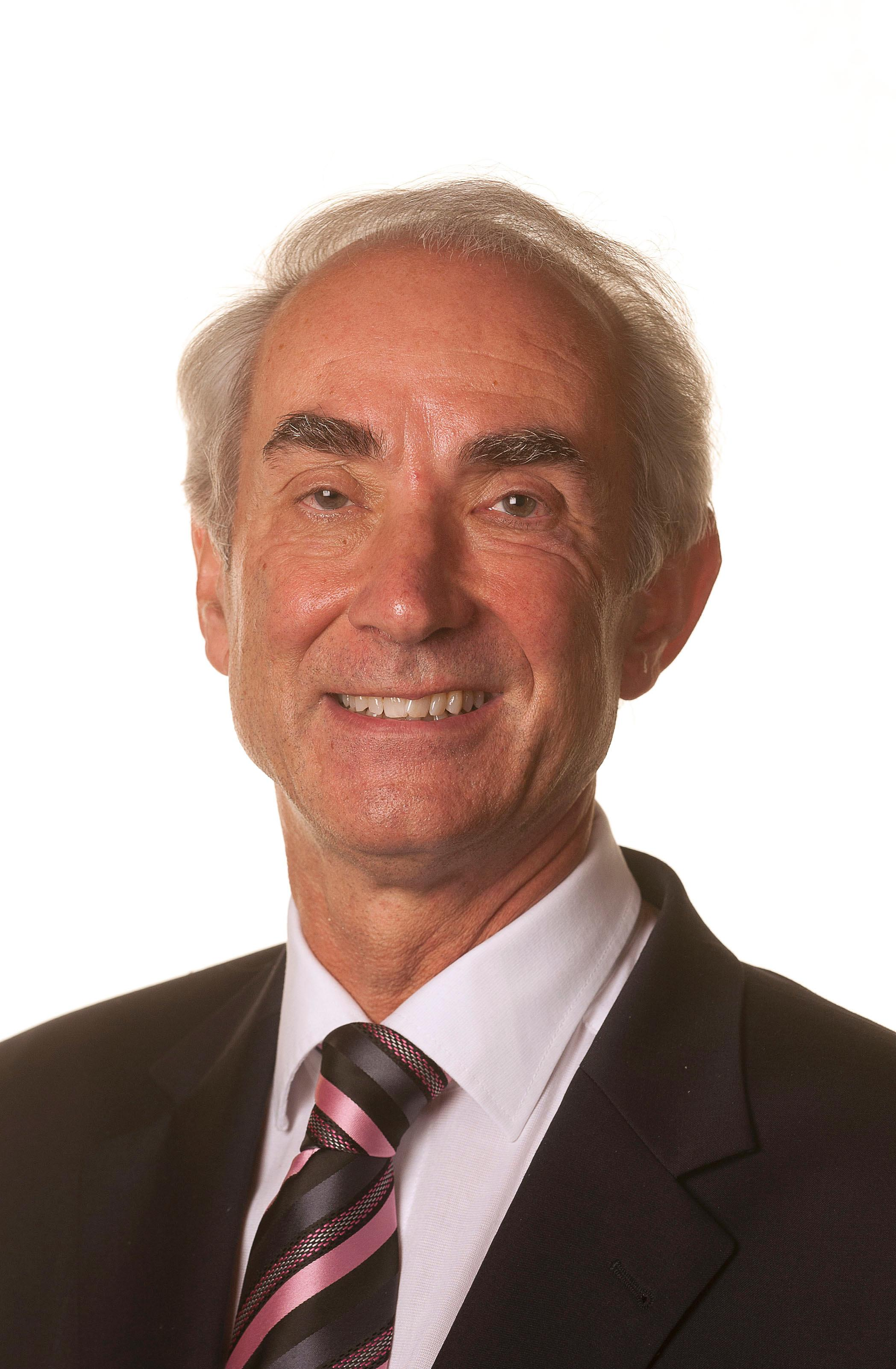
Gerd Leers

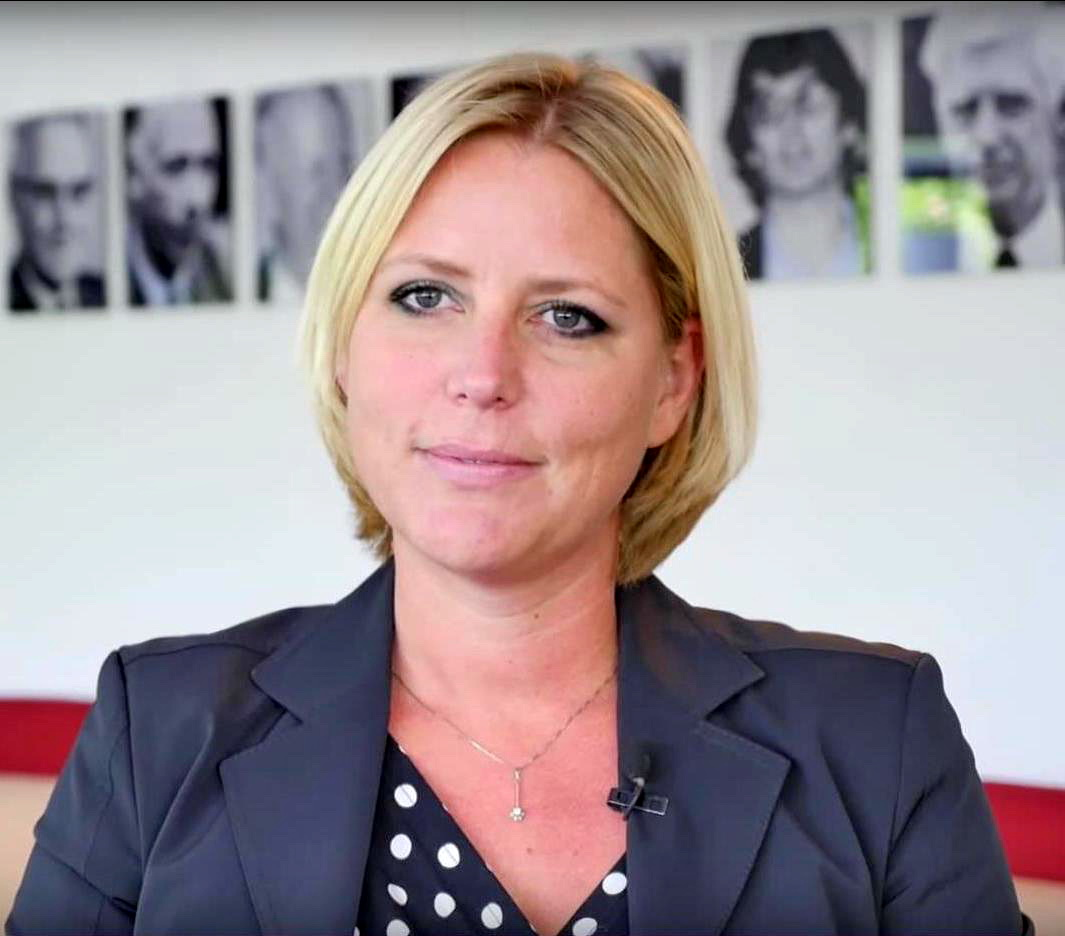
Rianne Letschert

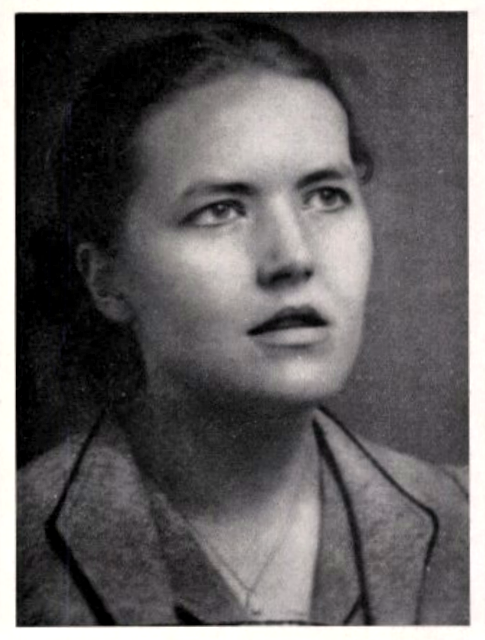
Wilhelmina Minis-van de Geijn

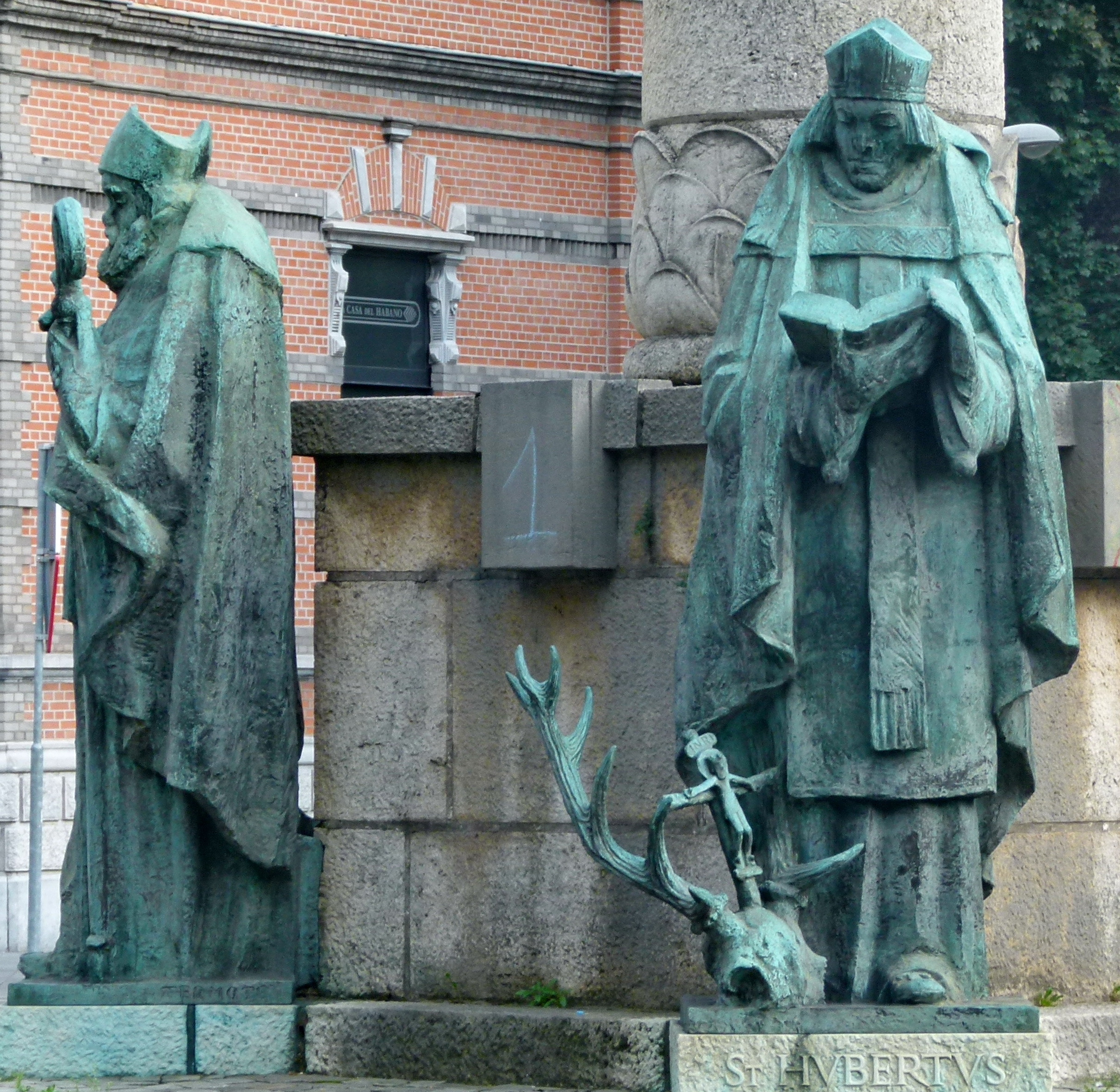
Monulfus en Hubertus

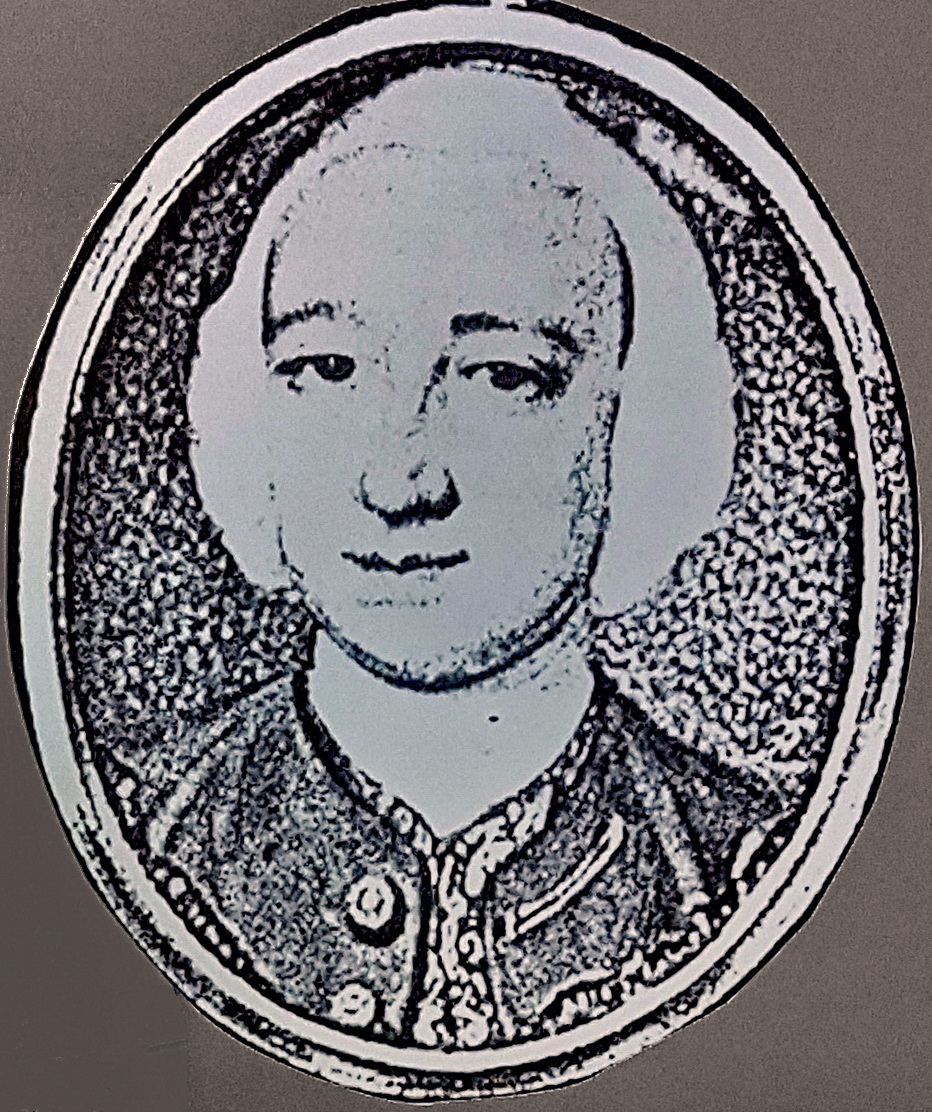
Adrien Pelerin

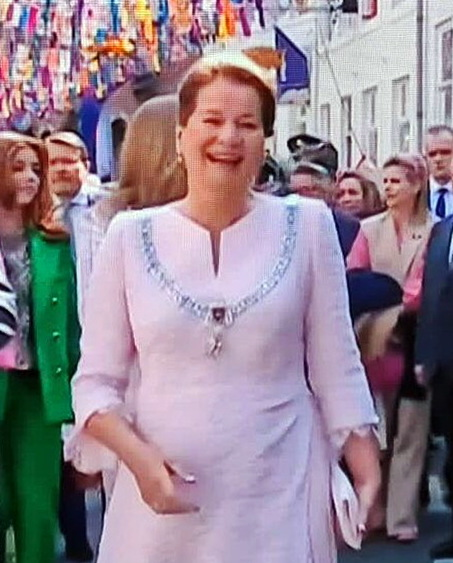
Annemarie Penn-te Strake

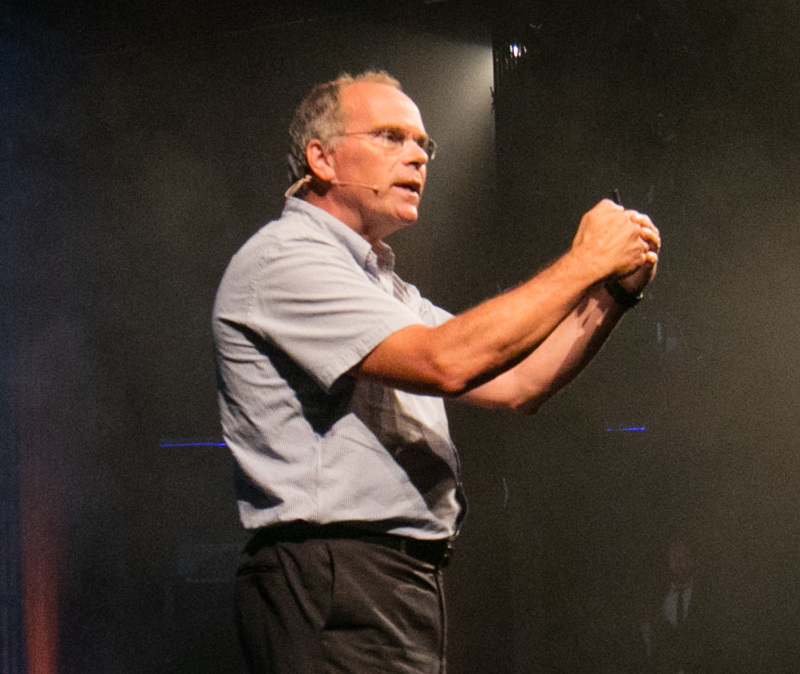
Mark Post

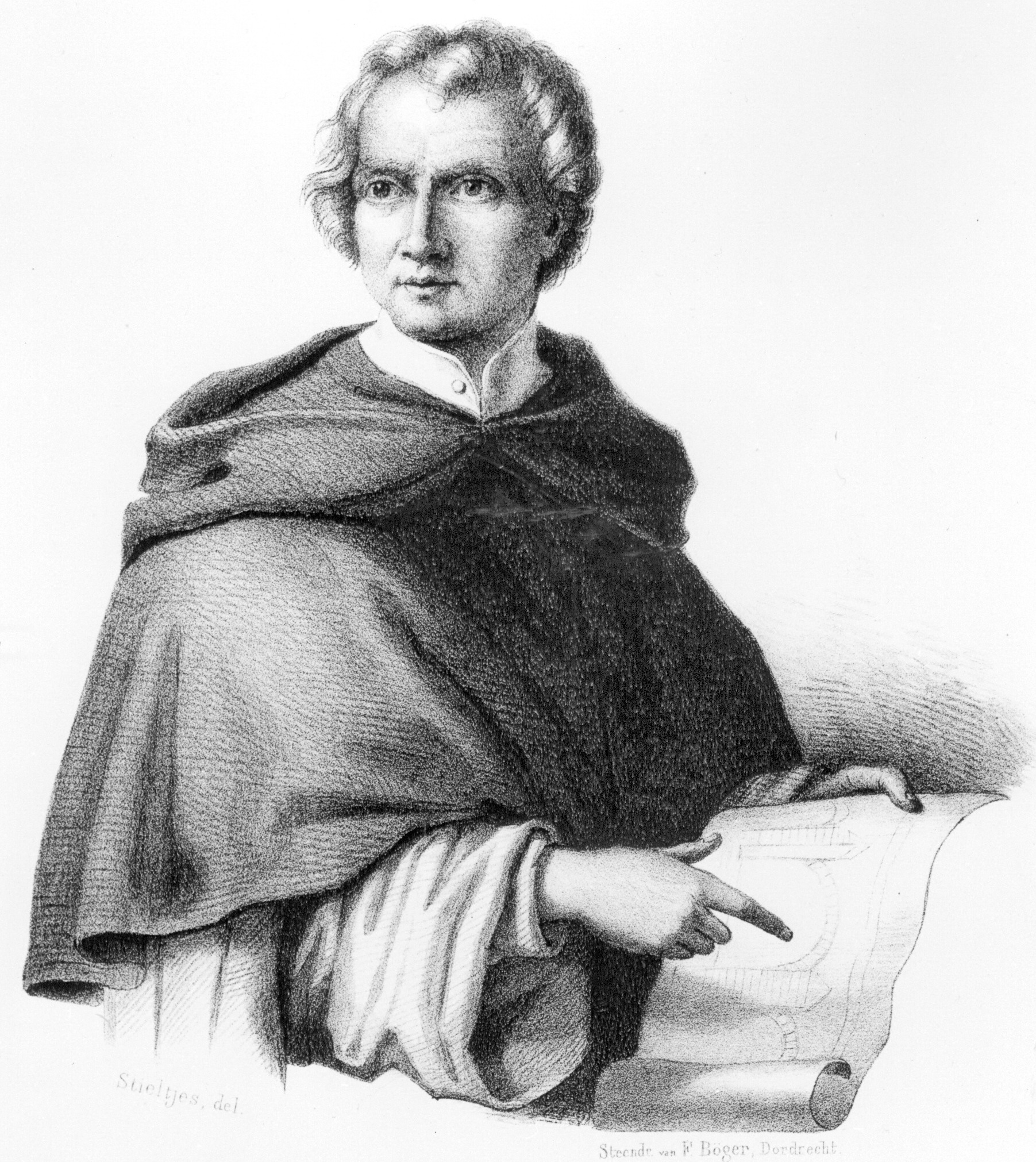
Franciscus Romanus

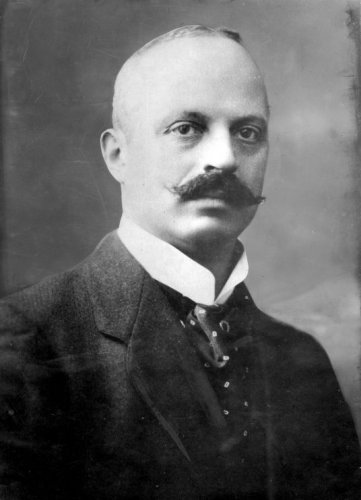
Charles Ruijs de Beerenbrouck

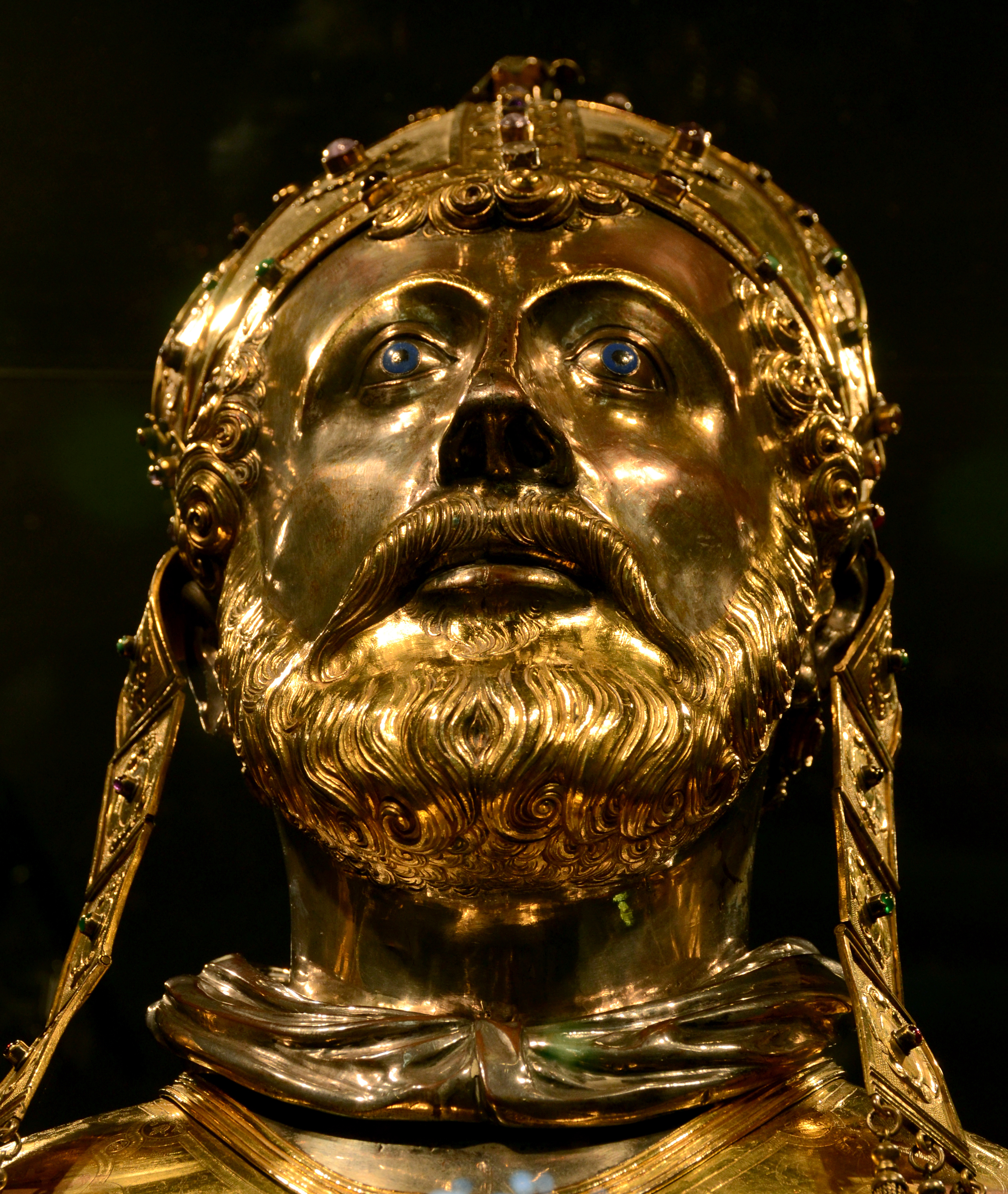
Sint-Servaas

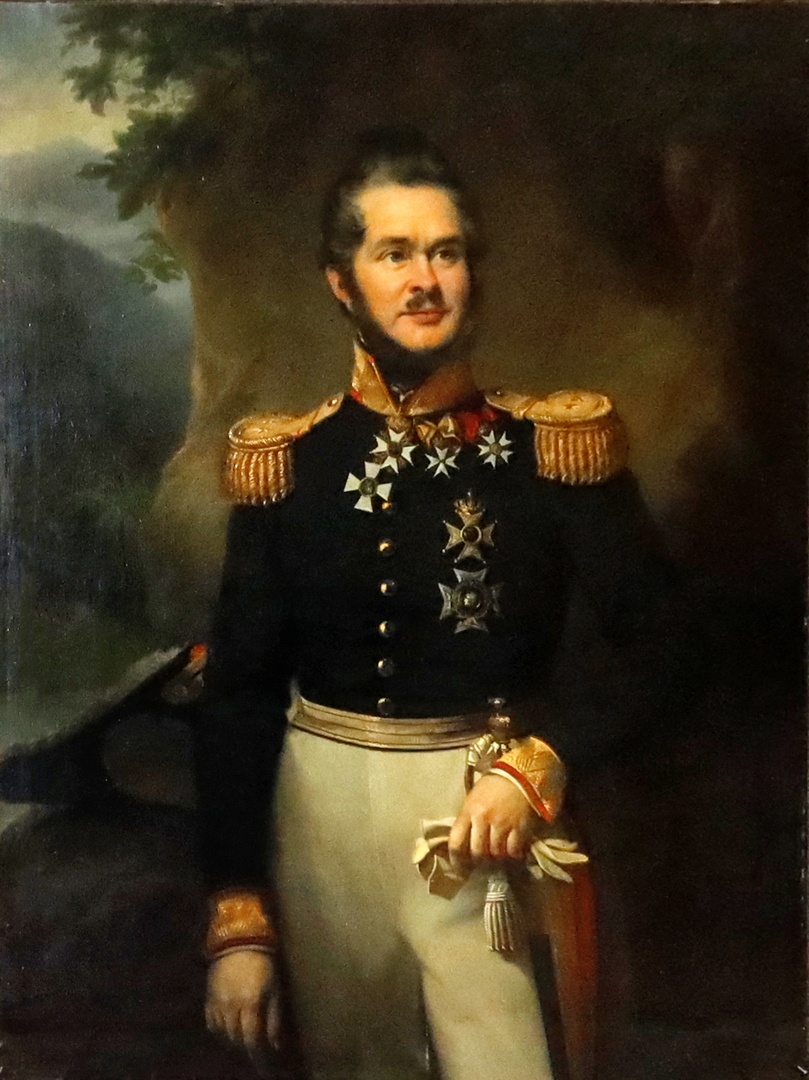
Hubert J.J.L. de Stuers

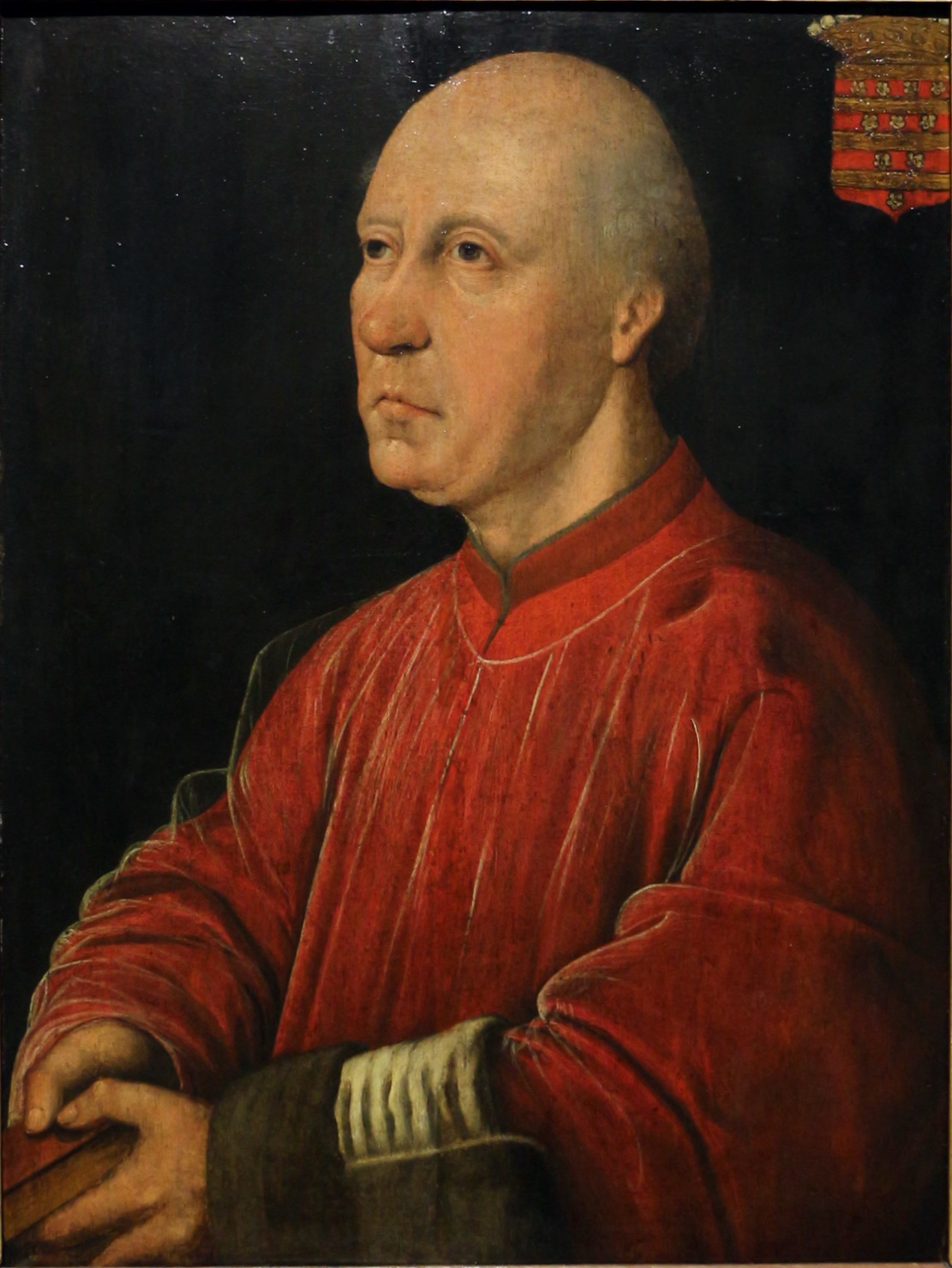
Evert Zoudenbalch

### A
- Joannes Agnus (6e/7e eeuw) - bisschop van Maastricht
- Godschalk van Aken (?-na 1103) - geestelijke, dichter, componist, proost van Sint-Servaas, raadsman Duitse koningen
- Wil Albeda (1925-2014) - econoom, hoogleraar UM, minister
- Alcuinus (±735-804) - geleerde, lekenabt van Sint-Servaas
- Amandus (7e eeuw) - missionaris, bisschop van Maastricht
- Amor van Aquitanië (9e eeuw) - kluizenaar, heilige
- Dirk van Are (?-1212) - geestelijke, proost van Sint-Servaas, bisschop van Utrecht
- Gerard van Are (±1100-1169) - geestelijke, proost van Sint-Servaas
- Wiel Arets (1955) - architect
- Marjolein van Asselt (1969) - bestuurskundige, hoogleraar UM
- Hendrik van Avranches (±1190-±1260) - dichter, deken van Sint-Servaas
- Hobbe Esaias van Aylva (1696-1772) - militair, gouverneur van Maastricht

### B
- Jacob Baethen (±1525-±1558) - drukker, muziekuitgever
- Aalt Bast (1953) - toxicoloog, hoogleraar UM
- Petrus Bauduin (1836-1910) - ondernemer, politicus, burgemeester van Maastricht
- Maximilien Henri Ghislain de Beeckman (1781-1834) - bestuurder, gouverneur van Limburg
- Gilles van Berlaymont (±1540-1579) - militair, gouverneur van Maastricht, stadhouder van negen gewesten
- Lodewijk van Berlaymont (1542-1596) - geestelijke, proost van Sint-Servaas, aartsbisschop van Kamerijk
- Willem Bette (±1600-1658) - militair, gouverneur van Maastricht, Limburg en Overmaze, stadhouder van Opper-Gelre
- Wiebe Bijker (1951) - filosoof, socioloog, hoogleraar UM
- Karin Bijsterveld (1961) - historica, hoogleraar UM
- Vic Bonke (1940) - medicus, politicus, rector magnificus UM
- Engelbert Boonen (1544-1629) - geestelijke, proost van Sint-Servaas
- Gijsbrecht van Brederode (1416-1475) - geestelijke, proost van Sint-Servaas, bisschop-elect van Utrecht
- Charles de Brouckère (1757-1850) - politicus, bestuurder, gouverneur van Limburg
- Christiaan van Buch (±1130-1183) - geestelijke, proost van Sint-Servaas, aartsbisschop van Mainz, aartskanselier
- Hendrik van Bylandt (1350-1405) - geestelijke, proost van Sint-Servaas

### C
- Candidus (4e/5e eeuw) - geestelijke, heilige
- Toussaint Cartisser (1812-na 1855) - Frans glasschilder
- Auguste Clavareau (1787-1864) - dichter, schrijver, vertaler
- Louis Bernard Coclers (1740-1817) - portretschilder
- Philippe Coclers (±1660-1721) - portretschilder
- Jo Coenen (1949) - architect
- Job Cohen (1947) - jurist, politicus, rector magnificus UM
- Guillaume Anne de Constant Rebecque de Villars (1750-1832) - generaal, gouverneur van Maastricht, hoofd Zwitserse Garde, lijfwacht Willem V
- Johan IV Corsselaar van Wittem (±1550-1588) - militair, staatsman, gouverneur van Maastricht
- Louis Corten (1922- 1990) - bestuurder, burgemeester van Heer
- Renier Corten (1903-1988) - bestuurder, waarnemend burgemeester van Borgharen
- Emma Crebolder (1942) - dichteres, afrikaniste
- Armand Cremers (1947) - politicus, wethouder van Maastricht
- Pius Joseph Cremers (1873-1951) - geestelijke, conservator Natuurhistorisch Museum
- Hans Crombag (1935) - psycholoog, hoogleraar UM
- Leo Cuypers (1947-2017) - componist, pianist

### D
- Mieke Damsma (1964) - politica, bestuurder, wethouder van Maastricht
- Pieke Dassen (1926-2007) - acteur, poppenspeler, kleinkunstenaar
- Hendrik Denijs (1518-1571) - jezuïet, contrareformatorisch prediker
- Designatus (5e eeuw) - bisschop van Maastricht
- Bernardus Johannes Cornelis Dibbets (1782-1839) - luitenant-generaal, opperbevelhebber van Maastricht
- Joseph van der Does de Willebois (1816-1892) - politicus, bestuurder, gouverneur van Limburg
- Thei Dols (1939) - cabaretier, zanger, tv-persoonlijkheid
- Domitianus (6e eeuw) - bisschop van Maastricht
- Daniël van Dopff (1650-1718) - generaal, gouverneur van Maastricht
- Jean-Edmé Dufour (1728-na 1796) - Frans uitgever, drukker en boekhandelaar

### E
- Philip van Eberstein (1523-1589) - militair, gouverneur van Maastricht
- Einhard (±770-840) - geleerde, biograaf Karel de Grote, lekenabt van Sint-Servaas
- Antoon van Elen (1e helft 15e eeuw) - kanunnik, cantor en orgelbouwer
- Godefroi d'Estrades (1607-1686) - Frans militair, diplomaat, gouverneur van Maastricht, maarschalk van Frankrijk
- Marieke van Everdingen (1960) - medicus, hoogleraar UM
- Evergislus (6e eeuw) - bisschop van Maastricht/Keulen
- Ingrid Evers (1946) - historica
- Otto van Everstein (1199?-1270) - geestelijke, proost van Sint-Servaas
- Jan van Eynatten (1460?-1530) - geestelijke, proost van de Sint-Servaas, raadsman Bourgondische hertogen

### F
- Falco (6e eeuw) - bisschop van Maastricht
- Jacques de Fariaux (1627-1695) - militair, gouverneur van Maastricht
- August Flament (1856-1925) - archivaris, historicus
- Léon Frissen (1950) - politicus, bestuurder, gouverneur van Limburg

### G
- Petrus Nicolaas Gagini (1745-1811) - kunstenaar, sierstukadoor
- Willem van Gavere (vóór 1400-1454) - geestelijke, proost van Sint-Servaas
- Joannes Albertus Gehlen (1897-1990) - ambtenaar, waarnemend burgemeester van Borgharen
- Geldulfus (1e helft 11e eeuw) - geestelijke, proost van Sint-Servaas
- Joep Geraedts (1948) - bioloog, hoogleraar UM
- Johan Eberhard Paul Ernst Gericke van Herwijnen (1785-1845) - bestuurder, gouverneur van Limburg
- Peter Gielen (1863-1943) - organist, dirigent
- Jacobus van Gils (1865-1919) - architect, directeur Stadsteekeninstituut
- Adrien de Gomicourt (?-1596) - militair, gouverneur van Maastricht, lid van de Spaanse krijgsraad
- Gondulfus (6e/7e eeuw) - bisschop van Maastricht
- Willem Goossens (1869-1933) - priester, archivaris, historicus, archeoloog
- Willy Gorissen (1915-2006) - docent, aquarellist, kunstschilder, tekenaar
- Ferdinand Grapperhaus (1959) - jurist, politicus, hoogleraar UM, minister
- Antonius van Grenet van Werp (±1560-1619) - militair, gouverneur van Maastricht, lid van de Spaanse krijgsraad en Raad van State
- Alexander van Grevenstein (1948) - kunsthistoricus, museumdirecteur
- Anne van Grevenstein-Kruse (1947) - restauratiedeskundige, hoogleraar
- Gerdo van Grootheest (1978) - politicus, bestuurder, wethouder van Maastricht
- Elisabeth Gruyters (1789-1864) - religieuze, kloosterstichtster
- Otto van Gulik (±1245-na 1284) - geestelijke, proost van Sint-Servaas
- Walram van Gulik (1304-1349) - geestelijke, proost van Sint-Servaas, aartsbisschop van Keulen
- Willem van Gulik (1275-1304) - krijgsman, proost van Sint-Servaas

### H
- Jozef Habets (1829-1893), pastoor van Wolder, archeoloog, rijksarchivaris, voorzitter LGOG
- John Hagedoorn (1950) - econoom, hoogleraar UM
- Antonius Hanneron (±1410-1490) - geestelijke, hoogleraar, diplomaat, proost van Sint-Servaas, kanselier van Vlaanderen
- Régis de la Haye (1945) - theoloog, (kerk)historicus, archivaris, genealoog en diaken
- Wim Hazeu (1969) - politicus, bestuurder, wethouder van Maastricht
- Engelbert van Heemstede (?-1539) - geestelijke, proost van Sint-Servaas
- Reinoud van Heers (14e/15e eeuw) - geestelijke, proost van Sint-Servaas, raadsman van Johanna van Brabant
- Marianne van der Heijden (1922–1998), kunstenares
- Jan van Heinsberg (1396-1459) - geestelijke, proost van Sint-Servaas, prins-bisschop van Luik
- Jean François Hennequin (1772-1846) politicus, burgemeester van Maastricht, gouverneur van Belgisch-Limburg
- Matthaeus Herbenus (1451-1538) - humanist, musicoloog, historicus, scholaster van Sint-Servaas
- Jaap van den Herik (1947) - informaticus, hoogleraar UM
- Henri Hermans (1883-1947) - musicus, dirigent
- Friso den Hertog (1946) - bedrijfskundige, hoogleraar UM
- Frederik van Hessen-Kassel (1747-1837) - generaal, gouverneur van Maastricht
- Lotharius van Hochstaden (?-1194) - geestelijke, proost van Sint-Servaas, prins-bisschop van Luik, aartskanselier
- Onno Hoes (1961) - politicus, bestuurder, burgemeester van Maastricht
- Maria van der Hoeven (1949) - politicus, bestuurder, minister
- Willem Hofhuizen (1915-1986) - beeldend kunstenaar
- Geert Hofstede (1928-2020) - organisatiepsycholoog, hoogleraar UM
- René Holten (1961) - industrieel vormgever
- Johan van Horne (±1450-1515) - prins-bisschop van Luik
- Willem van Horne (1550-1580) - militair, gouverneur van Maastricht
- Klasien Horstman (1959) - wetenschapsfilosofe, hoogleraar UM
- Frans Houben (1898-1976) - bestuurder, gouverneur van Limburg
- Philip Houben (1941-2017) - politicus, bestuurder, burgemeester van Maastricht
- Eduard Otto Joseph Maria van Hövell tot Westerflier (1877-1936) - bestuurder, gouverneur van Limburg
- Hubertus (655-727) - bisschop van Maastricht/Luik
- Humbertus (?-1086) - geestelijke, proost van Sint-Servaas, kerkenbouwer
- Paul Hupperts (1919-1999) - dirigent
- Arnold II Huyn van Amstenrade (±1525-1579) - militair, staatsman, gouverneur van Maastricht, heer van Geleen en Eijsden

### J
- Angélique Janssens (1955) - demografe, hoogleraar UM
- Jocundus (±1030-±1190) - monnik, hagiograaf

### K
- Gerard van Katzenelnbogen (?-1312) - geestelijke, proost van Sint-Servaas, graaf van Katzenelnbogen
- Pierre André Servais Kerens (1780-1862) - militair, politicus, waarnemend gouverneur van Limburg
- Piet Killaars (1922-2015) - beeldhouwer
- Lambert van Kleef (1846-1926) - chirurg, ziekenhuisdirecteur, amateurfotograaf
- André Knottnerus (1951) - medicus, hoogleraar UM
- Marie Koenen (1879-1959) - schrijfster
- Martin Konings (1929-2020) - politicus
- Aart Kool (1787-1862) - militair ingenieur, mede-ontwerper Kanaal Luik-Maastricht
- Johan Arthur Kool (1816-1873) - architect, civiel ingenieur, bouwer eerste station en spoorbrug
- Constant Kortmann (1908-1997) - bestuurder, waarnemend burgemeester van Heer
- Sjeng Kremers (1933) - psycholoog, bestuurder, gouverneur van Limburg
- Eduard Joseph Corneille Marie de Kuijper (1817-1893) - politicus, bestuurder, gouverneur van Limburg
- Paul Kusters (1966) - cartoonist, beeldend kunstenaar

### L
- Claude de Lannoy (1578-1643) - militair, staatsman, gouverneur van Maastricht, lid van de Spaanse krijgsraad
- Gerd Leers (1951) - politicus, burgemeester van Maastricht, minister
- Emanuel Joseph Lefebvre (1772-1828) - ambtenaar, notaris, burgemeester van Maastricht
- Rianne Letschert (1976) - jurist, rector magnificus en voorzitter College van Bestuur UM
- Hendrik van Leyen (?-1164) - geestelijke, proost van Onze-Lieve-Vrouwe, prins-bisschop van Luik
- Leo Linssen (1888-1975) − priester, bestuurder, kunstbevorderaar
- Valentin Loellmann (1983) - kunstenaar, ontwerper
- Jo Lokerman (1901-1945) - machinist, gemeenteraadslid, verzetsstrijder
- Sancho de Londoño (1515?-1569) - Spaans edelman, militair, gouverneur van Maastricht
- Pierre Loysel (1751-1813) - Frans bestuurder, prefect van Nedermaas
- Ulrich van Löwendal (1700-1755) - Zweeds militair, staatsman, gouverneur van Maastricht, gouverneur-generaal van de Zuidelijke Nederlanden, maarschalk van Frankrijk
- Franco van Luik (±1015-±1083) - geestelijke, wiskundige, proost van Onze-Lieve-Vrouwe

### M
- Henricus van Maastricht (voor 1150-1195), geestelijke, geleerde en diplomaat, o.a. pronotarius van de Duitse keizer en bisschop van Worms
- Pieter Daniël Eugenius Macpherson (1792-1846)- ambtenaar, bestuurder, gouverneur van Limburg
- Madelinus (7e eeuw) - muntmeester
- Jan Gebhard van Mansfeld (1524-1562) - geestelijke, proost van Sint-Servaas, aartsbisschop en keurvorst van Keulen
- Garsendonius van Mantua (?-1187) - geestelijke, proost van Sint-Servaas, bisschop van Mantua
- Werner Mantz (1901-1983) - fotograaf
- Max de Marchant et d'Ansembourg (1894-1975) - politicus, bestuurder, gouverneur van Limburg
- Jan Ferdinand de Méan (1647?-1709) - geestelijke, proost van Sint-Servaas
- Albert Meertens (1904-1971) - beeldhouwer, docent Stadsacademie
- Eduardus Johannes Petrus van Meeuwen (1802-1873) - jurist, politicus, gouverneur van Limburg
- Johan IX van Merode (1535-1601) - militair, staatsman, gouverneur van Maastricht
- Willem Michiels van Kessenich (1902-1992) - bestuurder, burgemeester van Maastricht
- Wilhelmina Minis-van de Geijn (1910-2009) - paleontoloog, conservator Natuurhistorisch Museum
- Gerard Mols (1951) - jurist, rector magnificus UM
- Pierre Étienne Monachon (1731-1811) - militair, bestuurder, burgemeester van Maastricht
- Henry Du Mont (1610-1684) - componist
- Francisco de Montesdoca (1516-1597) - Spaans edelman, militair, gouverneur van Maastricht
- Monulfus (6e eeuw) - bisschop van Maastricht, kerkenbouwer
- Joan Muysken (1948) - econoom, hoogleraar UM

### N
- Gerhard van Nassau (?-±1313) - geestelijke, proost van Onze-Lieve-Vrouwe
- Karel Christiaan van Nassau-Weilburg (1735-1788) - militair, staatsman, gouverneur van Maastricht, Bergen op Zoom en Sluis, vorst van Nassau-Weilburg
- Elisabeth Nuijens (1910-2008) - historica en chartermeester

### O
- Eugène van Oppen (1834-1885) - jurist en politicus

### P
- Franz Palm (1948) - Belgisch econoom, hoogleraar UM
- Gerard Panhuysen (1903-1991) - archivaris, historicus
- Martin Paul (1958) - Duits farmacoloog, bestuursvoorzitter UM
- Louis Peeters (1905-1997) - bestuurder, burgemeester van Maastricht en Heer
- Adrien Pelerin (1698-1771), arts, hoogleraar geneeskunde
- Annemarie Penn-te Strake (1953), jurist, bestuurder, burgemeester van Maastricht
- Perpetuus (6e eeuw) - bisschop van Maastricht
- Ephraim Daniel Pichot (1753-1847), rechter, medeburgemeester van Maastricht
- Gerardus Jacobus van der Plaats (1903-1995), radioloog, hoogleraar Groningen
- Mark Post (1957) - farmacoloog, hoogleraar UM, onderzoeker kweekvlees
- André Postema (1969) - econoom, politicus, bestuursvoorzitter UM en LVO
- Willem Hugo Cornelis Prick (1917-1982) - bestuurder, burgemeester van Itteren
- Nicasius van den Putte (15e eeuw) - geestelijke, proost van Sint-Servaas, raadsman van Filips de Goede

### R
- Filippus van Ravenna (?-1134?) - geestelijke, proost van Sint-Servaas, bisschop-elect van Ravenna
- Remaclus (±600-±673) - missionaris, bisschop van Maastricht
- Petronella Ribbens-Verstallen (1873-1983) - voormalig oudste Nederlander ooit
- André Rieu sr. (1917-1992) - dirigent
- Gerrit van Rijt (1870-1959) - priester, amateurfotograaf
- Rimoaldus (7e eeuw) - muntmeester
- Jo Ritzen (1945) - econoom, politicus, bestuursvoorzitter UM, minister
- Wijnand Maschereel van Rode (±1360-1429) - geestelijke, proost van Sint-Servaas
- Jean-Baptiste Roggieri (1761-1827) - Italiaans-Frans bestuurder, prefect van Nedermaas
- Franciscus Romanus (1647-1735) - dominicaan, architect, bruggenbouwer
- Charles van Rooy (1912-1996) - politicus, bestuurder, gouverneur van Limburg
- Charles Ruijs de Beerenbrouck (1873-1936) - jurist, politicus, bestuurder, gouverneur van Limburg, minister-president
- Gustave Louis Marie Hubert Ruijs de Beerenbrouck (1842-1926) - politicus, bestuurder, gouverneur van Limburg, minister
- Corine de Ruiter (1960) - psycholoog, hoogleraar UM

### S
- Adalbert van Saarbrücken (?-1137) - geestelijke, proost van Sint-Servaas, aartsbisschop van Mainz
- Frederik Magnus van Salm (1607-1673) - militair, staatsman, gouverneur van Maastricht, generaal der cavalerie, wildgraaf van Dhaun en Kyrburg, enz.
- Willem Sandhövel (1883-1962) - architect
- Bernard van Schauenburg (?-1576) - militair, gouverneur van Maastricht
- Anton van Schaumburg (±1500-1558) - geestelijke, proost van Sint-Servaas, aartsbisschop en keurvorst van Keulen
- Engelbert van Schoonvorst (±1350-±1400) - geestelijke, proost van Sint-Servaas
- Jan van Schoonvorst (±1347-1380) - geestelijke, proost van Sint-Servaas, drossaard van Brabant
- Claude Frédéric t'Serclaes van Tilly (1648-1723) - militair, gouverneur van Maastricht, generaal der cavalerie
- Servatius (4e eeuw) - eerste bisschop van Maastricht
- Jan Smits (1967) - jurist, hoogleraar UM
- Luc Soete (1950) - Belgisch econoom, rector magnificus UM
- Johan Adolf van Sleeswijk-Holstein-Sonderburg-Plön (1634-1704) - militair, gouverneur van Maastricht, generaal-veldmaarschalk
- François Soiron (1714-1779) - architect
- Johan Albert van Solms (1599-1648) - militair, gouverneur van Maastricht, generaal der artillerie
- Willem van Sonsbeeck (1877-1969) - bestuurder, gouverneur van Limburg
- Ed Spanjaard (1948) - musicus, dirigent Limburgs Symphonie Orkest
- Rosalie Sprooten (1938) - schrijfster, dierenactiviste
- Jan van Steffeswert (vóór 1465-na 1531) - beeldsnijder
- Hubert Joseph Jean Lambert de Stuers (1788-1861) - generaal, commandant van het Koninklijk Nederlands-Indisch Leger

### T
- Sigismund Tagage (1922-2012) - broeder, priester, leraar, publicist en schatbewaarder
- Sebastiaan Tapijn (?-1579) - militair, ingenieur
- Theodardus (±618-668/670) - bisschop van Maastricht
- Charles Thewissen (1905-1973) - historicus
- Harmen Tiddens (1923-2002) - medicus, rector magnificus UM
- Joseph Timmers (1907-1996) - kunsthistoricus, museumdirecteur
- Andries Jan Jacob des Tombe (1786-1845) - militair, opperbevelhebber van de vesting
- Désirée Tonnaer (1955) - beeldhouwer
- Frederik Maurits de La Tour d'Auvergne (1605-1652) - militair, staatsman, gouverneur van Maastricht, hertog van Bouillon
- Aert van Tricht (vóór 1475-na 1501) - kunstenaar, geelgieter
- Albert Troost (1924-2010) - kunstenaar, directeur Jan van Eyck Academie
- Maria Jacoba de Turenne (1666-1736) - soldaat

### V
- Sanne Vaassen (1991), beeldend kunstenaar
- Philippus Vaecx (17e eeuw) - geestelijke, commandeur Antonietenklooster
- Hendrik van Veldeke (vóór 1150-na 1184) - dichter, hagiograaf
- Willem Veusels (±1540-1614) - geestelijke, rechter, diplomaat, proost van Sint-Servaas
- Berend-Jan van Voorst tot Voorst (1944) - politicus, bestuurder, gouverneur van Limburg
- Loek Vredevoogd (1938) - jurist, econoom, bestuursvoorzitter UM

### W
- Hans van de Waarsenburg (1943-2015) - dichter
- Georg Frederik van Waldeck-Eisenberg (1620-1692) - militair, gouverneur van Maastricht, veldmaarschalk
- Lulu Wang (1960) - schrijfster
- Arnold van Wied (±1098-1156) - geestelijke, proost van Sint-Servaas, aartsbisschop en keurvorst van Keulen
- Wynand Wijnen (1934-2012) - onderwijskundige, rector magnificus UM
- Luc Winants (1965) - politicus, bestuurder, wethouder van Maastricht
- Arnold Hyacinth van Wynants (1671-1732) - geestelijke, proost van Sint-Servaas

### Z
- Bruno van Zollern (11e/12e eeuw) - geestelijke, proost van Sint-Servaas
- Evert Zoudenbalch (1424-1503) - geestelijke, proost van Sint-Servaas, thesaurier van Utrecht